# Списак спајања и припајања компаније Microsoft

Мајкрософт је америчка јавна међународна корпорација са седиштем у Редмонду, Вашингтон, САД, која развија, производи, лиценцира, и подржава широк спектар производа и услуга углавном везаних за рачунаре кроз различите поделе производа. Основана је 4. априла 1975. да развија и продаје Бејсик тумаче за Алтаир 8800, Мајкрософт је порастао да доминира на тржишту система кућних рачунара оперативног система са MS-DOS средином 1980-их, а затим Windows линије оперативних система. Мајкрософт ће такође доћи да доминира тржиштем канцеларијског пакета са Microsoft Officeом. Компанија је разноврсна у последњих неколико година у индустрији видео игара са Xboxом, Xboxом 360 и Xboxом 1;, као и на тржишту потрошачке електронике и дигиталне услуге са Zune, MSN и Windows Phone ОС.
Иницијална јавна понуда компаније је одржана 14. марта 1986. Акција, која је на крају затворена на удео од US$27.75, достигла је врхунац за удео од $29.25  убрзо након што је тржиште отворено за трговање. Након понуде, Мајкрософт је имао тржишну капитализацију од $519,777 милиона. Мајкрософт је накнадно стекао 182 предузећа, купио удео у 64 компанија, и направио 25 припајања. Од компанија које је Мајкрософт стекао, 107 су били стациониране у САД. Мајкрософт није објавио финансијске детаље за већину ових спајања и аквизиција.
Од Мајкрософтове прве аквизиције 1987, купили су у просеку шест компанија годишње. Компанија је купила више од десет компанија годишње између 2005. и 2008. године, и то је дошло до 18 фирми у 2006. години, највише у једној години, укључујући Onfolio, Lionhead Studios, Massive Incorporated, ProClarity, Winternals Software, и Colloquis. Мајкрософт је направио осам аквизиција у вредности од преко милијарду долара: Скајп (2011), aQuantive (2007), Fast Search & Transfer (2008), Navision (2002), Visio Corporation (2000), Yammer (2012), Nokia (2013) и Mojang (2014).
Мајкрософт је такође купио неколико удела у вредности од више од милијарду долара. Добио је удео од 11,5% у Comcast за $1 милијарду, а удео 22,98% у Telewest Communications за $2.263 милијарди, и удела 3% у АТ&Т за $5 милијарди. Међу Мајкрософтовим лишавањима, у којима су делови компаније продати другој компанији, само Expedia, Inc је продата за више од милијарду долара; USA Networks је купио компанију 5. фебруара 2002. године за 1.372 милијарди $.

## Кључне аквизиције
Мајкрософтова прва аквизиција је била Forethought 29. јуна 1987. Forethought је основан 1983. године и развио програм презентације који ће касније бити познат као Microsoft PowerPoint.
На дан 31. децембра 1997. године, Мајкрософт је купио Hotmail.com за $500 милиона, његова највећа аквизиција у то време, и интегрисано је Hotmail у своју MSN групу услуга. Hotmail, бесплатна вебмејл услуга основан је 1996. од стране Џек Смита и Сабер Батие, имао је више од 8,5 милиона претплатника раније тог месеца.
Мајкрософт је купио Visio корпорацију са седиштем у Сијетлу 7. јануара 2000. године за $1.375 милијарди. Visio, софтверска компанија, основана је 1990. године као Axon корпорација, и имали су своју иницијалну јавну понуду у новембру 1995. године. Компанија је развила дијаграм софтверске апликације, Visio, који је интегрисан у Мајкрософтовој линији производа као Мајкрософт Visio након њеног стицања.
Дана 12. јула 2002. године, Мајкрософт је купио Navision за $1,33 милијарди. Компанија, која је развила технологију за планирање софтвера ресурса компаније Мајкросфт Dynamics NAV, је интегрисана у Мајкрософт као нова подела по имену Мајкрософт Business Solutions, касније преименована у Мајкрософт Dynamics.
Мајкрософт је купио aQuantive, рекламну компанију, 13. августа 2007. године за $6.333 милијарди. Пре припајања, aQuantive је на 14. месту у погледу прихода између рекламних агенција широм света. aQuantive је имао три зависна предузећа у време стицања: Avenue A/Razorfish, једну од највећих светских дигиталних агенција, Atlas Solutions, и DRIVE Performance Solutions. Мајкрософт је купио норвешку претрагу за предузећа компанију Fast Search & Transfer 25. априла 2008. године за $1.191 милијарди да повећа своју технологију за претрагу.
Дана 10. маја 2011. године, Мајкрософт је објавио своју аквизицију Skype Technologies, творац VoIP сервиса Скајп, за $8,5 милијарди. Са вредности која је 32 пута већа него Скајп оперативни профит, договор је био највећа Мајкрософтова аквизиција у том тренутку. Скајп ће постати Мајкрософтова подјединица, са Скајповим бившим директором Тони Бејтсом - затим њеним првим председником - Сати Надела је онда проглашен за директора Мајкрософта.
Дана 2. септембра 2013. године, Мајкрософт је објавио намеру да купи мобилни хардвер од Нокије (који је установљен као дугорочно партнерство са Мајкрософтом да произведи паметне телефоне које гради са својом Windows Phone платформом) за посао вредан 3,79 милијарди евра, заједно са још 1,65 милијарди за лиценцирање портфолиа патената . Стив Балмер је сматрао да ће куповина бити "храбар корак у будућност" за обе компаније, пре свега као резултат недавних сарадњи. Ова аквизиција, је требало да буде затворена почетком 2014. године у току регулаторног одобрења, које неће укључити Here услугу мапирања или подела инфраструктуре Nokia Solutions and Networks, које ће задржати Нокија.

## Аквизиције
| Број | Датум               | Компанија                        | Бизнис                                                       | Земља            | Вредност (USD) | Референце               |
| ---- | ------------------- | -------------------------------- | ------------------------------------------------------------ | ---------------- | -------------- | ----------------------- |
| 1    | 30. јул 1987.       | Forethought, Inc.                | Рачунарски софтвер                                           | Сједињене Државе | 14.000.000     | [ 19 ]                  |
| 2    | 31. март 1991.      | Consumers Software               | Софтвер                                                      | Канада           | —              | [ 20 ]                  |
| 3    | 29. јун 1992.       | Fox Software                     | PC база софтвера                                             | Сједињене Државе | —              | [ 21 ]                  |
| 4    | 28. фебруар 1994.   | Softimage                        | Продаја на велико 3-D софтвера за визуелизацију              | Канада           | —              | [ 22 ]                  |
| 5    | 27. септембар 1994. | Altamira Software                | Софтвер                                                      | Сједињене Државе | —              | [ 23 ]                  |
| 6    | 1. новембар 1994.   | NextBase                         | Софтвер                                                      | Сједињене Државе | —              | [ 24 ]                  |
| 7    | 15. новембар 1994.  | One Tree Software                | Софтвер                                                      | Сједињене Државе | —              | [ 25 ]                  |
| 8    | 23. фебруар 1995.   | RenderMorphics                   | 3D графички хардвер                                          | Сједињене Државе | —              | [ 26 ]                  |
| 9    | 10. јул 1995.       | Network Managers                 | Дизајн система                                               | УК               | —              | [ 27 ]                  |
| 10   | 17. октобар 1995.   | The Blue Ribbon SoundWorks       | Софтвер                                                      | Сједињене Државе | —              | [ 28 ]                  |
| 11   | 6. новембар 1995.   | Netwise                          | Рачунарски софтвер                                           | Сједињене Државе | —              | [ 29 ]                  |
| 12   | 12. децембар 1995.  | Bruce Artwick Organization       | Програмирање                                                 | Сједињене Државе | —              | [ 30 ]                  |
| 13   | 16. јануар 1996.    | Vermeer Technologies             | Софтвер                                                      | Сједињене Државе | —              | [ 31 ]                  |
| 14   | 6. март 1996.       | VGA-Animation Software Div       | Софтвер                                                      | Немачка          | —              | [ 32 ]                  |
| 15   | 12. март 1996.      | Colusa Software                  | Софтвер                                                      | Сједињене Државе | —              | [ 33 ]                  |
| 16   | 16. април 1996.     | Exos                             | Контролери видео игара                                       | Сједињене Државе | —              | [ 34 ]                  |
| 17   | 23. април 1996.     | Aspect Software Engineering      | Рачунарски софтвер                                           | Сједињене Државе | 14.150.000     | [ 35 ]                  |
| 18   | 11. јун 1996.       | eShop                            | Софтвер                                                      | Сједињене Државе | —              | [ 36 ]                  |
| 19   | 17. јун 1996.       | Electric Gravity                 | Електронске игрице                                           | Сједињене Државе | —              | [ 37 ]                  |
| 20   | 1. новембар 1996.   | Panorama Software Sys-On-Line    | Софтвер                                                      | Канада           | —              | [ 38 ]                  |
| 21   | 3. фебруар 1997.    | NetCarta                         | Интернет софтвер                                             | Сједињене Државе | 20.000.000     | [ 39 ]                  |
| 22   | 3. март 1997.       | Interse                          | Интернет софтвер                                             | Сједињене Државе | —              | [ 40 ]                  |
| 23   | 30. април 1997.     | WebTV Networks                   | Интернет провајдер                                           | Сједињене Државе | 425.000.000    | [ 41 ]                  |
| 24   | 7. мај 1997.        | Dimension X                      | Платформе базиране на Јави                                   | Сједињене Државе | —              | [ 42 ]                  |
| 25   | 13. јун 1997.       | Cooper & Peters                  | Програмирање                                                 | Сједињене Државе | —              | [ 43 ]                  |
| 26   | 30. јун 1997.       | LinkAge Software                 | Развој Интернет софтвера                                     | Канада           | —              | [ 44 ]                  |
| 27   | 5. август 1997.     | VXtreme                          | Интернет видео софтвер                                       | Сједињене Државе | —              | [ 45 ]                  |
| 28   | 31. децембар 1997.  | Hotmail                          | Интернет софтвер                                             | Сједињене Државе | 500.000.000    | [ 46 ]                  |
| 29   | 23. фебруар 1998.   | Flash Communications             | Компанија за инстант поруке                                  | Сједињене Државе | —              | [ 47 ] [ 48 ]           |
| 30   | 15. април 1998.     | Firefly                          | Софтвер менаџерске везе                                      | Сједињене Државе | 40.000.000     | [ 49 ]                  |
| 31   | 28. април 1998.     | MESA Group                       | Софтвер дељења података                                      | Сједињене Државе | —              | [ 50 ]                  |
| 32   | 25. август 1998.    | Valence Research                 | Интернет софтвер                                             | Сједињене Државе | —              | [ 51 ]                  |
| 33   | 6. новембар 1998.   | LinkExchange                     | Мрежа Интернет оглашавања                                    | Сједињене Државе | 265.000.000    | [ 52 ]                  |
| 34   | 11. јануар 1999.    | FASA Interactive                 | Софтвер рачунарских игара                                    | Сједињене Државе | —              | [ 53 ]                  |
| 35   | 4. март 1999.       | CompareNet                       | Онлајн шопинг                                                | Сједињене Државе | —              | [ 54 ]                  |
| 36   | 26. март 1999.      | Numinous Technologies            | Софтвер                                                      | Сједињене Државе | —              | [ 55 ]                  |
| 37   | 27. април 1999.     | Interactive Objects-Digital      | Софтвер музике на Интернету                                  | Сједињене Државе | —              | [ 56 ]                  |
| 38   | 30. април 1999.     | Jump Networks                    | Интернет провајдер                                           | Сједињене Државе | —              | [ 57 ]                  |
| 39   | 7. јун 1999.        | ShadowFactor Software            | Продаја на велико рачунарског софтвера                       | Сједињене Државе | —              | [ 58 ]                  |
| 40   | 15. јун 1999.       | Omnibrowse                       | Интернет софтвер                                             | Сједињене Државе | —              | [ 59 ]                  |
| 41   | 28. јун 1999.       | Intrinsa                         | Дефект софтвер за детекцију                                  | Сједињене Државе | 58.900.000     | [ 60 ]                  |
| 42   | 1. јул 1999.        | Sendit                           | Апликациони софтвер                                          | ШВЕ              | 125.420.000    | [ 61 ]                  |
| 43   | 7. јул 1999.        | Zoomit                           | Софтвер за шифровање                                         | Канада           | —              | [ 62 ]                  |
| 44   | 21. јул 1999.       | STNC                             | Друштвени софтвер                                            | УК               | —              | [ 63 ]                  |
| 45   | 19. септембар 1999. | Softway Systems                  | Програмирање                                                 | Сједињене Државе | —              | [ 64 ]                  |
| 46   | 29. октобар 1999.   | Entropic                         | Софтвер                                                      | Сједињене Државе | —              | [ 65 ]                  |
| 47   | 7. јануар 2000.     | Visio Corporation                | Продаја на велико софтвера за цртање                         | Сједињене Државе | 1.375.000.000  | [ 66 ]                  |
| 48   | 29. фебруар 2000.   | Peach Networks                   | ТВ дигиталне услуке                                          | Израел           | —              | [ 67 ]                  |
| 49   | 17. март 2000.      | Travelscape                      | Интернет провајдер                                           | Сједињене Државе | 89.750.000     | [ 68 ]                  |
| 50   | 12. април 2000.     | Titus Communications             | Кабловска телевизија                                         | Сједињене Државе | 944.800.000    | [ 69 ]                  |
| 51   | 19. јун 2000.       | Bungie Software                  | Рачунарски софтвер                                           | Сједињене Државе | —              | [ 70 ]                  |
| 52   | 12. јул 2000.       | NetGames                         | Софтвер                                                      | Сједињене Државе | —              | [ 71 ]                  |
| 53   | 13. септембар 2000. | MongoMusic                       | Онлајн претраживач музике                                    | Сједињене Државе | 65.000.000     | [ 72 ]                  |
| 54   | 27. септембар 2000. | Pacific Microsonics              | Дигитална аудио технологија                                  | Сједињене Државе | —              | [ 73 ]                  |
| 55   | 17. март 2001.      | Vacationspot                     | Интернет провајдер                                           | Сједињене Државе | 70.850.000     | [ 74 ]                  |
| 56   | 5. април 2001.      | Great Plains Software            | Софтвер бизнис менаџмента                                    | Сједињене Државе | 939.884.000    | [ 75 ]                  |
| 57   | 2. мај 2001.        | Intellisol International         | Софтвер                                                      | Канада           | —              | [ 76 ]                  |
| 58   | 31. мај 2001.       | NCompass Labs                    | Интернет софтвер                                             | Канада           | 36.000.000     | [ 77 ]                  |
| 59   | 21. јун 2001.       | Maximal Innovative Intelligence  | Софтвер                                                      | Израел           | 20.000.000     | [ 78 ]                  |
| 60   | 1. јул 2001.        | Yupi                             | Онлајн шпански портал                                        | Сједињене Државе | —              | [ 79 ]                  |
| 61   | 11. март 2002.      | Classic Custom Vacations         | Путничка агенција                                            | Сједињене Државе | 78.000.000     | [ 80 ]                  |
| 62   | 22. мај 2002.       | Sales Management Systems         | Софтвер                                                      | Сједињене Државе | —              | [ 81 ]                  |
| 63   | 12. јул 2002.       | Navision                         | Програмирање софтвера                                        | Данска           | 1.330.000.000  | [ 82 ]                  |
| 64   | 29. јул 2002.       | Mobilocity                       | Саветодавни рачунар                                          | Сједињене Државе | —              | [ 83 ]                  |
| 65   | 10. септембар 2002. | XDegrees                         | Безбедносни софтвер                                          | Сједињене Државе | —              | [ 84 ]                  |
| 66   | 24. септембар 2002. | Rare                             | Софтвер и видео игре                                         | УК               | 375.000.000    | [ 85 ]                  |
| 67   | 13. децембар 2002.  | Vicinity                         | Онлајн локација компанија                                    | Сједињене Државе | 95.849.000     | [ 86 ]                  |
| 68   | 25. фебруар 2003.   | Connectix                        | Софтвер                                                      | Сједињене Државе | —              | [ 87 ]                  |
| 69   | 3. март 2003.       | DCG                              | Интернет софтвер                                             | Аустралија       | —              | [ 88 ]                  |
| 70   | 30. април 2003.     | PlaceWare                        | Веб конференција                                             | Сједињене Државе | 200.000.000    | [ 89 ]                  |
| 71   | 27. мај 2003.       | G.A. Sullivan                    | Информационе технологије                                     | Сједињене Државе | —              | [ 90 ]                  |
| 72   | 10. јун 2003.       | GeCAD Software                   | Антивирусна технологија                                      | Румунија         | —              | [ 91 ]                  |
| 73   | 29. август 2003.    | 3DO Co-High Heat Baseball        | Софтвер                                                      | Сједињене Државе | 450.000        | [ 92 ]                  |
| 74   | 22. април 2004.     | Encore Bus Solutions-IP Asts     | IP актива                                                    | Сједињене Државе | —              | [ 93 ]                  |
| 75   | 26. април 2004.     | ActiveViews                      | Системи извештавања                                          | Сједињене Државе | —              | [ 94 ]                  |
| 76   | 16. јул 2004.       | Lookout Software                 | Персонална алатка претраге                                   | Сједињене Државе | —              | [ 95 ]                  |
| 77   | 16. децембар 2004.  | GIANT Company Software           | Антишпијунски софтвер                                        | Сједињене Државе | —              | [ 96 ]                  |
| 78   | 2. март 2005.       | en'tegrate                       | Софтвер                                                      | Сједињене Државе | —              | [ 97 ]                  |
| 79   | 9. април 2005.      | Groove Networks                  | Друштвени софтвер                                            | Сједињене Државе | —              | [ 98 ]                  |
| 80   | 11. мај 2005.       | MessageCast                      | Размена порука                                               | Сједињене Државе | 7.000.000      | [ 99 ]                  |
| 81   | 31. мај 2005.       | Tsinghua-Shenxun-Cert Asts       | Одређена средства                                            | Кина             | 15.000.000     | [ 100 ]                 |
| 82   | 21. јун 2005.       | Sybari Software                  | Софтвер                                                      | Сједињене Државе | —              | [ 101 ]                 |
| 83   | 29. август 2005.    | Teleo                            | VoIP                                                         | Сједињене Државе | —              | [ 102 ]                 |
| 84   | 31. август 2005.    | FrontBridge Technologies         | Email протекција                                             | Сједињене Државе | —              | [ 103 ]                 |
| 85   | 19. септембар 2005. | Alacris                          | Софтвер сертификованог менаџмента                            | Сједињене Државе | —              | [ 104 ]                 |
| 86   | 3. новембар 2005.   | media-streams.com                | Софтвер                                                      | ШВА              | —              | [ 105 ]                 |
| 87   | 17. новембар 2005.  | 5th Finger                       | Мобилни                                                      | Аустралија       | 3.153.000      | [ 106 ]                 |
| 88   | 19. јануар 2006.    | UMT-Software and IP Assets       | Софтвер                                                      | Сједињене Државе | —              | [ 107 ]                 |
| 89   | 13. фебруар 2006.   | MotionBridge                     | Претрага                                                     | Француска        | 17.858.000     | [ 108 ]                 |
| 90   | 13. фебруар 2006.   | Seadragon Software               | Софтвер                                                      | Сједињене Државе | —              | [ 109 ]                 |
| 91   | 7. март 2006.       | Apptimum                         | Софтвер                                                      | Сједињене Државе | —              | [ 110 ]                 |
| 92   | 7. март 2006.       | Onfolio                          | Интернет софтвер                                             | Сједињене Државе | —              | [ 111 ]                 |
| 93   | 6. април 2006.      | Lionhead Studios                 | Видео игре                                                   | УК               | —              | [ 112 ]                 |
| 94   | 26. април 2006.     | AssetMetrix                      | Софтвер компанија                                            | Канада           | —              | [ 113 ]                 |
| 95   | 4. мај 2006.        | Massive Incorporated             | Рекламирање видео игара                                      | Сједињене Државе | —              | [ 114 ]                 |
| 96   | 4. мај 2006.        | Vexcel                           | Софтвер мапирања                                             | Сједињене Државе | —              | [ 115 ]                 |
| 97   | 15. мај 2006.       | DeepMetrix                       | Анализе веб логовања                                         | Сједињене Државе | —              | [ 116 ]                 |
| 98   | 6. јун 2006.        | ProClarity                       | Софтвер анализирања                                          | Сједињене Државе | —              | [ 117 ]                 |
| 99   | 27. јун 2006.       | iView Multimedia                 | Дигитална поставка менаџмента                                | УК               | —              | [ 118 ]                 |
| 100  | 17. јул 2006.       | Softricity                       | Софтвер апликационе виртуелизације                           | Сједињене Државе | —              | [ 119 ]                 |
| 101  | 18. јул 2006.       | Winternals Software              | Софтвер                                                      | Сједињене Државе | —              | [ 120 ]                 |
| 102  | 26. јул 2006.       | Whale Communications             | Апликације                                                   | Израел           | —              | [ 121 ]                 |
| 103  | 26. септембар 2006. | Gteko                            | Апликације                                                   | Израел           | —              | [ 122 ]                 |
| 104  | 2. октобар 2006.    | DesktopStandard                  | Апликације                                                   | Сједињене Државе | —              | [ 123 ]                 |
| 105  | 12. октобар 2006.   | Colloquis                        | Софтвер природног језика                                     | Сједињене Државе | —              | [ 124 ]                 |
| 106  | 9. март 2007.       | Medstory                         | Интернет претраживач                                         | Сједињене Државе | —              | [ 125 ]                 |
| 107  | 26. март 2007.      | devBiz Business Solutions        | Алатке софтвера                                              | Сједињене Државе | —              | [ 126 ]                 |
| 108  | 3. мај 2007.        | ScreenTonic                      | Рекламирање и маркетинг                                      | Француска        | —              | [ 127 ]                 |
| 109  | 3. мај 2007.        | Tellme Networks                  | Софтвер мобилног телефона                                    | Сједињене Државе | —              | [ 128 ]                 |
| 110  | 9. мај 2007.        | SoftArtisans                     | Бизнис софтвер                                               | Сједињене Државе | —              | [ 129 ]                 |
| 111  | 4. јун 2007.        | Engyro                           | Информационе технологије                                     | Сједињене Државе | —              | [ 130 ]                 |
| 112  | 7. јун 2007.        | Stratature                       | Управљање мастер подација                                    | Сједињене Државе | —              | [ 131 ]                 |
| 113  | 29. јун 2007.       | Savvis Inc-Data Centers          | Рад на мрежи                                                 | Сједињене Државе | 200.000.000    | [ 132 ]                 |
| 114  | 13. август 2007.    | AdECN                            | Размена реклама                                              | Сједињене Државе | —              | [ 133 ]                 |
| 115  | 13. август 2007.    | aQuantive                        | Дигитални маркетинг                                          | Сједињене Државе | 6.333.000.000  | [ 134 ]                 |
| 116  | 2. октобар 2007.    | Jellyfish.com                    | Претраживач                                                  | Сједињене Државе | —              | [ 135 ]                 |
| 117  | 5. октобар 2007.    | Parlano                          | Софтвер размене порука                                       | Сједињене Државе | —              | [ 136 ]                 |
| 118  | 29. октобар 2007.   | Global Care Solutions-Assets     | Актива                                                       | Тајланд          | —              | [ 137 ]                 |
| 119  | 1. новембар 2007.   | HOB Business Solutions           | Информационе технологије                                     | Данска           | —              | [ 138 ]                 |
| 120  | 15. новембар 2007.  | Musiwave                         | Забава уз музику на телефону                                 | Француска        | —              | [ 139 ]                 |
| 121  | 12. децембар 2007.  | Multimap.com                     | Мапирање                                                     | УК               | —              | [ 140 ]                 |
| 122  | 22. јануар 2008.    | Calista Technologies             | Софтвер                                                      | Сједињене Државе | —              | [ 141 ]                 |
| 123  | 7. фебруар 2008.    | Caligari Corporation             | Софтвер                                                      | Сједињене Државе | —              | [ 142 ]                 |
| 124  | 27. фебруар 2008.   | YaData                           | Софтвер                                                      | Израел           | —              | [ 143 ]                 |
| 125  | 14. март 2008.      | Rapt                             | Реклама за управљање приноса софтвера                        | Сједињене Државе | —              | [ 144 ]                 |
| 126  | 19. март 2008.      | Komoku                           | Rootkit сигурносни софтвер                                   | Сједињене Државе | 5.000.000      | [ 145 ]                 |
| 127  | 31. март 2008.      | 90 Degree Software               | Бизнис софтер                                                | Канада           | —              | [ 146 ]                 |
| 128  | 14. април 2008.     | Farecast                         | Софтвер онлајн претраживања                                  | Сједињене Државе | 75.000.000     | [ 147 ]                 |
| 129  | 15. април 2008.     | Danger                           | Софтвер Интернета преко мобилног                             | Сједињене Државе | 500.000.000    | [ 148 ]                 |
| 130  | 25. април 2008.     | Fast Search & Transfer           | Претраживач компанија                                        | Норвешка         | 1.191.000.000  | [ 149 ]                 |
| 131  | 26. мај 2008.       | Kidaro                           | Софтвер                                                      | Сједињене Државе | —              | [ 150 ]                 |
| 132  | 4. јун 2008.        | Quadreon                         | Софтвер                                                      | Белгија          | —              | [ 151 ]                 |
| 133  | 18. јун 2008.       | Navic Networks                   | Софтвер менаџмента                                           | Сједињене Државе | —              | [ 152 ]                 |
| 134  | 26. јун 2008.       | Mobicomp                         | Апликације за мобилни                                        | Португал         | —              | [ 153 ]                 |
| 135  | 11. август 2008.    | Powerset                         | Семантичка претрага                                          | Сједињене Државе | —              | [ 154 ]                 |
| 136  | 16. септембар 2008. | DATAllegro                       | Софтвер података                                             | Сједињене Државе | —              | [ 155 ]                 |
| 137  | 28. септембар 2008. | Greenfield Online                | Претрага и услуге e-трговине                                 | Сједињене Државе | 486.000.000    | [ 156 ]                 |
| 138  | 1. март 2009.       | 3DV Systems                      | Развијач ZCam, time-of-flight фотоапарата                    | Израел           | 35.000.000     | [ 157 ]                 |
| 139  | 7. мај 2009.        | BigPark                          | Итерактивно онлајн играње видео игара                        | Канада           | —              | [ тражи се извор ]      |
| 140  | 1. јун 2009.        | Rosetta Biosoftware              | Биоинформатичка решења за истраживања науке                  | Сједињене Државе | —              | [ 158 ]                 |
| 141  | 22. септембар 2009. | Interactive Supercomputing       | Софтвер                                                      | Сједињене Државе | —              | [ 159 ]                 |
| 142  | 10. децембар 2009.  | Opalis Software                  | Софтвер                                                      | Канада           | —              | [ 160 ]                 |
| 143  | 10. децембар 2009.  | Sentillion, Inc.                 | Софтвер за приступ идентитета и менаџмента у здравству       | Сједињене Државе | —              | [ 161 ]                 |
| 144  | 6. октобар 2010.    | AVIcode, Inc.                    | .Net технологија надгледања                                  | Сједињене Државе | —              | [ 162 ]                 |
| 145  | 29. октобар 2010.   | Canesta, Inc.                    | 3-D технологија очитавања                                    | Сједињене Државе | —              | [ 163 ]                 |
| 146  | 10. мај 2011.       | Skype Technologies               | Телекомуникације                                             | Луксембург       | 8.500.000.000  | [ 164 ]                 |
| 147  | 7. јун 2011.        | Prodiance                        | Софтвер                                                      | Сједињене Државе | —              | [ 165 ] [ 166 ]         |
| 148  | 22. новембар 2011.  | Videosurf                        | Видео претрага                                               | Сједињене Државе | 100.000.000    | [ 167 ] [ 168 ]         |
| 149  | 25. јун 2012.       | Yammer                           | Социјална мрежа                                              | Сједињене Државе | 1.200.000.000  | [ 169 ]                 |
| 150  | 9. јул 2012.        | Perceptive Pixel                 | Хардвер мулти додира                                         | Сједињене Државе | —              | [ 170 ]                 |
| 151  | 4. октобар 2012.    | PhoneFactor                      | Систем аутентикације 2 фактора                               | Сједињене Државе | —              | [ 171 ]                 |
| 152  | 16. октобар 2012.   | StorSimple                       | Продавац апарата за складиштење на облаку                    | Сједињене Државе | —              | [ 172 ]                 |
| 153  | 17. октобар 2012.   | MarketingPilot                   | Аутоматизација маркетинга                                    | Сједињене Државе | —              | [ 173 ]                 |
| 154  | 3. јануар 2013.     | id8 Group R2 Studios             | Кућна аутоматизација                                         | Сједињене Државе | —              | [ 174 ]                 |
| 155  | 2. фебруар 2013.    | Pando Networks                   | Peer-to-peer (P2P) дистрибуција медија                       | Сједињене Државе | —              | [ 175 ]                 |
| 156  | 4. март 2013.       | MetricsHub                       | Надгледање скадишења на облаку                               | Сједињене Државе | —              | [ 176 ]                 |
| 157  | 19. март 2013.      | Netbreeze                        | Социјална аналитика                                          | ШВА              | —              | [ 177 ]                 |
| 158  | 3. јун 2013.        | InRelease                        | Менаџмент                                                    | Канада           | —              | [ 178 ]                 |
| 159  | 2. септембар 2013.  | Nokia mobile phones unit         | Мобилни телефони, паметни телефони                           | Финска           | 7.200.000.000  | [ 179 ]                 |
| 160  | 12. октобар 2013.   | HLW Software                     | RDP апликације                                               | Аустрија         | —              | [ 180 ]                 |
| 161  | 25. октобар 2013.   | Apiphany                         | API менаџмент                                                | Сједињене Државе | —              | [ 181 ]                 |
| 162  | 7. јануар 2014.     | Parature                         | Софтвер потрошачке услуге                                    | Сједињене Државе | 100.000.000    | [ 182 ]                 |
| 163  | 1. мај 2014.        | GreenButton                      | Компјутерски облак                                           | Нови Зеланд      | —              | [ 183 ]                 |
| 164  | 1. мај 2014.        | Capptain                         | Развој апликација за мобилни                                 | Француска        | —              | [ 184 ]                 |
| 165  | 2. јул 2014.        | SyntaxTree                       | Развијачке алатке                                            | Француска        | —              | [ 185 ]                 |
| 166  | 11. јул 2014.       | InMage                           | Решења за опоравак од несрећа                                | Сједињене Државе | —              | [ 186 ]                 |
| 167  | 6. новембар 2014.   | Mojang                           | Видео игре                                                   | ШВЕ              | 2.500.000.000  | [ 187 ]                 |
| 168  | 13. новембар 2014.  | Aorato                           | Безбедност компанија & машинско учење                        | Израел           | —              | [ 188 ]                 |
| 169  | 2. децембар 2014.   | Acompli                          | Апликације Email на телефону                                 | Сједињене Државе | —              | [ 189 ]                 |
| 170  | 11. децембар 2014.  | HockeyApp                        | Дистрибуција Beta мобилнох & аналитика пада                  | Немачка          | —              | [ 190 ]                 |
| 171  | 20. јануар 2015.    | Equivio                          | Аналитика текста                                             | Израел           | —              | [ 191 ]                 |
| 172  | 23. јануар 2015.    | Revolution Analytics             | Статистичко рачунарство и предиктивне аналитике              | Сједињене Државе | —              | [ 192 ]                 |
| 173  | 4. фебруар 2015.    | Sunrise Atelier, Inc.            | Апликација Sunrise Calendar                                  | Сједињене Државе | 100.000.000    | [ 193 ]                 |
| 174  | 12. фебруар 2015.   | N-trig                           | Стајлуси и перо унос хардвера и софтвера                     | Израел           | 200.000.000    | [ 194 ]                 |
| 175  | 26. март 2015.      | LiveLoop                         | PowerPoint сарадња                                           | Сједињене Државе | —              | [ 195 ]                 |
| 176  | 14. април 2015.     | Datazen Software, Inc.           | Бизнис интелигенција & визуализација података                | Канада           | —              | [ 196 ]                 |
| 177  | 2. јун 2015.        | 6Wunderkinder GmbH               | Wunderlist листа апликација                                  | Немачка          | —              | [ 197 ]                 |
| 178  | 10. јун 2015.       | BlueStripe Software              | Менаџмент апликације                                         | Сједињене Државе | —              | [ 198 ]                 |
| 179  | 16. јул 2015.       | FieldOne Systems LLC             | Компанија за теренску подршку                                | Сједињене Државе | —              | [ 199 ]                 |
| 180  | 19. јул 2015.       | Adallom                          | Безбедност складиштења на облаку                             | Израел           | 320.000.000    | [ 200 ] [ 201 ]         |
| 181  | 3. август 2015.     | Incent Games, LLC                | Продаја-гамификација                                         | Сједињене Државе | —              | [ 202 ]                 |
| 182  | 3. септембар 2015.  | VoloMetrix, Inc.                 | Огранизационе аналитике                                      | Сједињене Државе | —              | [ 203 ]                 |
| 183  | 11. септембар 2015. | Double Labs, Inc.                | Софтвер закључавања екрана на мобилном                       | Сједињене Државе | —              | [ 204 ]                 |
| 184  | 28. септембар 2015. | Adxstudio Inc.                   | Веб портал и апликација животног циклуса решења за управљање | Канада           | —              | [ 205 ]                 |
| 185  | 2. октобар 2015.    | Telekinesys Research Ltd.        | Продавац технологије игара                                   | Ирска            | —              | [ 206 ]                 |
| 186  | 5. новембар 2015.   | Mobile Data Labs, Inc.           | MileIQ, апликација за праћење километраже                    | Сједињене Државе | —              | [ 207 ]                 |
| 187  | 9. новембар 2015.   | Secure Islands Technologies Ltd. | Заштита података                                             | Израел           | —              | [ 208 ]                 |
| 188  | 18. децембар 2015.  | Metanautix                       | Аналитике великих података                                   | Сједињене Државе | —              | [ 209 ]                 |
| 189  | 21. децембар 2015.  | Talko, Inc.                      | Комуникације мобилних                                        | Сједињене Државе | —              | [ 210 ]                 |
| 190  | 19. јануар 2016.    | Teacher Gaming LLC               | Едукациони софтвер                                           | Финска           | —              | [ 211 ]                 |
| 191  | 3. фебруар 2016.    | SwiftKey                         | Апликација продуктивности тастатуре                          | УК               | $250,000,000   | [ 212 ] [ 213 ] [ 214 ] |

## Учешћа
| Датум               | Компанија                   | Бизнис                                   | Земља            | Вредност (USD) | Референце |
| ------------------- | --------------------------- | ---------------------------------------- | ---------------- | -------------- | --------- |
| 15. јун 1989.       | Santa Cruz Operation        | Продаја на велико рачунарског софтвера   | Сједињене Државе | —              | [ 215 ]   |
| 18. март 1991.      | Dorling Kindersley          | Референтне књиге                         | УК               | 14.340.000     | [ 216 ]   |
| 21. јун 1994.       | Stac Electronics            | Софтвер компресије података              | Сједињене Државе | 39.900.000     | [ 217 ]   |
| 19. јануар 1995.    | UUNet                       | Интернет провајдер                       | Сједињене Државе | —              | [ 218 ]   |
| 30. мај 1995.       | Wang Laboratories           | Саветодавни софтвер                      | Сједињене Државе | 90.000.000     | [ 219 ]   |
| 12. октобар 1995.   | Individual                  | Онлајн проналажење информација           | Сједињене Државе | —              | [ 220 ]   |
| 1. април 1996.      | Mobile Telecom Technologies | Мобилни телефони                         | Сједињене Државе | 25.000.000     | [ 221 ]   |
| 22. април 1996.     | Helicon Publishing          | Електронске књиге                        | Сједињене Државе | —              | [ 222 ]   |
| 9. септембар 1996.  | SingleTrac                  | Софтвер                                  | Сједињене Државе | —              | [ 223 ]   |
| 1. октобар 1996.    | WebTV Networks              | Интернет провајдер                       | Сједињене Државе | —              | [ 224 ]   |
| 28. октобар 1996.   | VDOnet                      | Интернет                                 | Сједињене Државе | —              | [ 225 ]   |
| 3. фебруар 1997.    | CMGI                        | Директни мејл                            | Сједињене Државе | 20.000.000     | [ 226 ]   |
| 18. фебруар 1997.   | Digital Anvil               | Софтвер рачунарских игара                | Сједињене Државе | —              | [ 227 ]   |
| 3. март 1997.       | Interse                     | Интернет софтвер                         | Сједињене Државе | —              | [ 228 ]   |
| 30. јун 1997.       | Comcast                     | Кабловска телевизија                     | Сједињене Државе | 1.000.000.000  | [ 229 ]   |
| 6. август 1997.     | Apple Computer              | Персонални рачунари                      | Сједињене Државе | 150.000.000    | [ 230 ]   |
| 19. август 1997.    | Progressive Networks        | Интернет софтвер                         | Сједињене Државе | 30.000.000     | [ 231 ]   |
| 11. септембар 1997. | Lernout & Hauspie Speech    | Вишејезични софтвер                      | Белгија          | 45.000.000     | [ 232 ]   |
| 23. септембар 1997. | E-Stamp                     | Интернет софтвер                         | Сједињене Државе | —              | [ 233 ]   |
| 4. март 1998.       | General Magic               | Друштвени софтвер                        | Сједињене Државе | 6.000.000      | [ 234 ]   |
| 6. март 1998.       | WavePhore                   | Радио и телевизијска опрема              | Сједињене Државе | —              | [ 235 ]   |
| 18. јун 1998.       | Pluto Technologies          | Мрежа и складиштење                      | Сједињене Државе | —              | [ 236 ]   |
| 14. децембар 1998.  | Qwest Communications        | Телекомуникације                         | Сједињене Државе | 200.000.000    | [ 237 ]   |
| 6. јануар 1999.     | SkyTel Communications       | Мобилни телефони                         | Сједињене Државе | —              | [ 238 ]   |
| 31. јануар 1999.    | United Pan-Europe Comm NV   | Распрострањене мреже                     | Холандија        | 300.000.000    | [ 239 ]   |
| 1. фебруар 1999.    | NTL                         | Комуникације                             | УК               | 500.000.000    | [ 240 ]   |
| 2. фебруар 1999.    | Banyan                      | Софтвер                                  | Сједињене Државе | 10.000.000     | [ 241 ]   |
| 2. март 1999.       | Dialogic                    | Рачунарска телефонија                    | Сједињене Државе | 24.200.000     | [ 242 ]   |
| 8. март 1999.       | Reciprocal                  | Заштита ауторских права                  | Сједињене Државе | —              | [ 243 ]   |
| 1. април 1999.      | TV Cabo Portugal SA         | Кабловска телевизија                     | Португалија      | 38.600.000     | [ 244 ]   |
| 10. април 1999.     | Lernout & Hauspie Speech    | Вишејезични софтвер                      | Белгија          | 15.000.000     | [ 245 ]   |
| 8. јун 1999.        | Inprise                     | Рачунарски софтвер                       | Сједињене Државе | 125.000.000    | [ 246 ]   |
| 8. јун 1999.        | NaviSite                    | Интернет провајдер                       | Сједињене Државе | —              | [ 247 ]   |
| 19. јун 1999.       | AT&T Inc.                   | Телекомуникације                         | Сједињене Државе | 5.000.000.000  | [ 248 ]   |
| 22. јун 1999.       | Concentric Network          | Мреже базиране на IP адреси              | Сједињене Државе | 50.000.000     | [ 249 ]   |
| 5. јул 1999.        | WebMD                       | Здравствене информације базиране на Вебу | Сједињене Државе | 250.000.000    | [ 250 ]   |
| 20. август 1999.    | Tuttle Decision Systems     | Информације о ценама хипотека            | Сједињене Државе | —              | [ 251 ]   |
| 25. август 1999.    | Rogers Communications       | Радио и телевизијске станице             | Канада           | 405.120.000    | [ 252 ]   |
| 3. децембар 1999.   | Korea Thrunet               | Интернет провајдер                       | Јужна Кореја     | 36.000.000     | [ 253 ]   |
| 28. децембар 1999.  | Globo Cabo                  | Кабловска телевизија                     | Бразил           | 126.000.000    | [ 254 ]   |
| 30. децембар 1999.  | Commtouch Software          | Софтвер друштвене безбедности            | Израел           | 20.000.000     | [ 255 ]   |
| 31. децембар 1999.  | Gigamedia                   | Интернет провајдер                       | Република Кина   | 31.470.000     | [ 256 ]   |
| 24. јануар 2000.    | Intertainer                 | Интерактивни системи                     | Сједињене Државе | 56.000.000     | [ 257 ]   |
| 24. јануар 2000.    | VerticalNet                 | Решења менаџмента                        | Сједињене Државе | 100.000.000    | [ 258 ]   |
| 23. фебруар 2000.   | BroadBand Office            | Комуникација                             | Сједињене Државе | 25.000.000     | [ 259 ]   |
| 2. март 2000.       | Ecoss                       | Рачунарско програмирање                  | Јапан            | 46.000         | [ 260 ]   |
| 13. март 2000.      | RealNames                   | Интернет навигација                      | Сједињене Државе | —              | [ 261 ]   |
| 14. март 2000.      | MEASAT Broadcast Network    | Распрострањеност телевизије              | Малезија         | 100.000.000    | [ 262 ]   |
| 14. април 2000.     | Best Buy                    | Радње препродаје                         | Сједињене Државе | 200.000.000    | [ 263 ]   |
| 7. јул 2000.        | Telewest Communications     | Кабловска телевизија                     | Сједињене Државе | 2.263.000.000  | [ 264 ]   |
| 13. јул 2000.       | Blixer Net                  | Онлајн телекомуникације                  | Италија          | —              | [ 265 ]   |
| 4. август 2000.     | CAIS Internet               | Интернет приступ                         | Сједињене Државе | 40.000.000     | [ 266 ]   |
| 2. октобар 2000.    | Corel Corporation           | Софтвер                                  | Канада           | 89.370.000     | [ 267 ]   |
| 29. новембар 2000.  | Chyron Corporation          | Дигиталне графике                        | Сједињене Државе | 6.000.000      | [ 268 ]   |
| 12. фебруар 2001.   | Audible.com                 | Оналјн аудио препродаја                  | Сједињене Државе | 10.000.000     | [ 269 ]   |
| 23. јул 2001.       | Sendo                       | Мобилни телефон                          | УК               | —              | [ 270 ]   |
| 14. фебруар 2002.   | USA Networks                | Телевизијске станице                     | Сједињене Државе | —              | [ 271 ]   |
| 3. новембар 2005.   | ByteTaxi                    | Софтвер                                  | Сједињене Државе | —              | [ 272 ]   |
| 24. октобар 2007.   | Facebook                    | Друштвена мрежа                          | Сједињене Државе | 240.000.000    | [ 273 ]   |
| 8. април 2008.      | OKWave                      | Онлајн друштвени сајт                    | Јапан            | 2.515.000      | [ 274 ]   |
| 12. јун 2008.       | Zignals                     | Онлајн трговина                          | Ирска            | —              | [ 275 ]   |
| 7. април 2011.      | Toyota Media Service Corp   | Услуге Веб маркетинга                    | Јапан            | —              | [ 276 ]   |
| 7. фебруар 2012.    | 24/7                        | Услуге кол центра                        | Сједињене Државе | —              | [ 277 ]   |
| 30. април 2012.     | Barnes & Noble              | Препродаја књига                         | Сједињене Државе | 605.000.000    | [ 278 ]   |

## Припајања
| Датум               | Покретач                                 | Циљна компанија                                               | Циљни бизнис                                 | Земља припајања  | Вредност (USD) | Референце |
| ------------------- | ---------------------------------------- | ------------------------------------------------------------- | -------------------------------------------- | ---------------- | -------------- | --------- |
| 31. март 1989.      | Стиви Балмер                             | Microsoft                                                     | Продаја на велико рачунарског софтвера       | Сједињене Државе | 46.200.000     | [ 279 ]   |
| 17. јун 1992.       | Microsoft                                | Microsoft                                                     | Продаја на велико рачунарског софтвера       | Сједињене Државе | 63.750.000     | [ 280 ]   |
| 6. јул 1994.        | Microsoft                                | Microsoft                                                     | Продаја на велико рачунарског софтвера       | Сједињене Државе | 348.000.000    | [ 281 ]   |
| 22. децембар 1994.  | TCI Technology Ventures                  | MSN                                                           | Интернет провајдер                           | Сједињене Државе | 125.000.000    | [ 282 ]   |
| 15. новембар 1996.  | Microsoft                                | MSN                                                           | Интернет провајдер                           | Сједињене Државе | 125.000.000    | [ 283 ]   |
| 19. децембар 1996.  | Proginet                                 | TransAccess                                                   | Софтвер                                      | Сједињене Државе | 1.740.000      | [ 284 ]   |
| 3. август 1998.     | Avid Technology                          | Softimage                                                     | 3-D софтвер визуализације                    | Канада           | 284.295.000    | [ 285 ]   |
| 21. септембар 1999. | Ticketmaster Online-CitySearch           | MSN Sidewalk                                                  | Интернет градски водич                       | Сједињене Државе | 340.000.000    | [ 286 ]   |
| 24. фебруар 2000.   | Electronic Arts                          | DreamWorks Interactive                                        | Рачунарски програми                          | Сједињене Државе | —              | [ 287 ]   |
| 10. август 2000.    | Envoy Communications                     | Sage Information Consultants                                  | Саветовање                                   | Канада           | 23.730.000     | [ 288 ]   |
| 1. септембар 2000.  | Jupiter Telecommunications               | Titus Communications                                          | Кабловска телевизија                         | Јапан            | —              | [ 289 ]   |
| 31. децембар 2000.  | Technology Crossover Ventures            | Expedia, Inc.                                                 | Онлајн путовање                              | Сједињене Државе | 50.000.000     | [ 290 ]   |
| 26. јун 2001.       | CNBC                                     | MSN MoneyCentral                                              | Финансијске информације                      | Сједињене Државе | —              | [ 291 ]   |
| 5. фебруар 2002.    | USA Networks                             | Expedia, Inc.                                                 | Онлајн путовање                              | Сједињене Државе | 1.372.000.000  | [ 292 ]   |
| 26. јул 2002.       | Liberty Media                            | Chofu CATV                                                    | Кабловска телевизија                         | Јапан            | 16.000.000     | [ 293 ]   |
| 12. август 2002.    | Agency.com                               | KPE Inc-Certain Assets                                        | —                                            | Сједињене Државе | —              | [ 294 ]   |
| 22. фебруар 2003.   | The Reynolds and Reynolds Company        | MSN Autos-Dealerpoint Business                                | Онлајн ауто препродаја                       | Сједињене Државе | —              | [ 295 ]   |
| 31. октобар 2003.   | Пери Крошо                               | HWW Ltd-Women's Money Magazine                                | Часописи                                     | Аустралија       | —              | [ 296 ]   |
| 4. новембар 2003.   | Northgate Information Solutions          | PWA Group                                                     | Софтвер                                      | УК               | 7.052.000      | [ 297 ]   |
| 14. јануар 2005.    | The Washington Post Company              | Slate                                                         | Онлајн часопис                               | Сједињене Државе | —              | [ 298 ]   |
| 28. фебруар 2005.   | Ubisoft Entertainment                    | Microsoft Game-Sports Games                                   | Спортске игре                                | Сједињене Државе | —              | [ 299 ]   |
| 17. август 2006.    | Microsoft                                | Microsoft                                                     | Продаја на велико рачунарског софтвера       | Сједињене Државе | 20.000.000.000 | [ 300 ]   |
| 11. мај 2007.       | MacDonald Dettwiler                      | Vexcel Canada                                                 | Софтвер мапирања                             | Сједињене Државе | —              | [ 301 ]   |
| 22. септембар 2008. | Microsoft                                | Microsoft                                                     | Продаја на велико рачунарског софтвера       | Сједињене Државе | 36.200.000.000 | [ 302 ]   |
| 25. мај 2010.       | Phase One                                | Expression Media                                              | Софтвер поставке менаџмента дигиталне медије | Данска           | —              | [ 303 ]   |
| 16. октобар 2011.   | Orion Health Asia Pacific of New Zealand | Microsoft-HIS Software (Hospital Information System Software) | Системи информација болнице                  | Нови Зеланд      | —              | [ 304 ]   |
| 19. март 2012.      | LeGuide.com SA                           | Ciao GmbH                                                     | Провајдер услуга онлајн шопинга              | Француска        | —              | [ 305 ]   |
| 5. септембар 2013.  | Ericsson                                 | Microsoft Mediaroom                                           | Видео платформа крај-са-крајем               | ШВЕ              | —              | [ 306 ]   |
| 18. децембар 2014.  | Line Corporation (Naver)                 | MixRadio                                                      | Онлајн преноси музике                        | Јапан            | —              | [ 307 ]   |
| 30. јун 2015.       | Uber Technologies Inc.                   | Street-mapping data                                           | Онлајн мапе                                  | Сједињене Државе | —              | [ 308 ]   |
| 30. јун 2015.       | AOL (Verizon)                            | Display ads                                                   | Онлајн рекламирање                           | Сједињене Државе | —              | [ 309 ]   |

### Генерално
- „Microsoft Corporation Mergers and Acquisitions”. Thomson Financial. Приступљено 31. 10. 2008.

-

### Посебно
1. ↑  Monkman, Carol Smith (14. 3. 1986). „Microsoft1 Stock is Red Hot on First Trading Day”. Seattle Post-Intelligencer. Hearst Newspapers.
2. ↑  Cochrane, Nathan (11. 5. 2004). „Vision of the future”. The Age. Melbourne. Приступљено 31. 10. 2008.
3. ↑  Pelline, Jeff (3. 1. 1998). „Microsoft buys Hotmail”. CNET. CBS Interactive. Приступљено 31. 10. 2008.
4. ↑  Rajghatta, Chidanand (7. 1. 1998). „Hotmail prodigy is a sizzling millionaire”. The Indian Express. Приступљено 31. 10. 2008.
5. ↑  Pelline, Jeff (5. 12. 1997). „Hotmail, Microsoft talk deals”. CNET. CBS Interactive. Приступљено 31. 10. 2008.
6. ↑  Richman, Dan (7. 2. 2000). „Jeremy Jaech enters the corporate world of Microsoft”. Seattle Post-Intelligencer. Hearst Newspapers. Архивирано из оригинала 25. 1. 2013. г. Приступљено 27. 6. 2011.
7. ↑  „Microsoft Acquires Navision”. Microsoft. 11. 7. 2002. Архивирано из оригинала 4. 1. 2009. г. Приступљено 31. 10. 2008.
8. ↑  Ngelaine, Elaine (4. 10. 2005). „Solutions to dynamics”. Factiva.
9. ↑  „Top 50 Digital Agencies”. Advertising Age. 2007. Приступљено 31. 10. 2008.
10. ↑  Kane, Margaret; Kawamoto, Dawn (18. 5. 2007). „Microsoft to buy Aquantive for $6 billion”. CNET. CBS Interactive. Приступљено 31. 10. 2008.
11. ↑  Weier, Mary Hayes (19. 2. 2008). „Microsoft's Fast Search And Transfer Lays Out Product Roadmap”. InformationWeek. United Business Media. Архивирано из оригинала 10. 10. 2009. г. Приступљено 31. 10. 2008.
12. ↑  Swisher, Kara. „Microsoft to Announce Skype Acquisition Early Tomorrow Morning | Kara Swisher | BoomTown | AllThingsD”. Kara.allthingsd.com. Приступљено 11. 5. 2011.
13. ↑  Halliday, Josh (10. 5. 2011). „Microsoft confirms $8.5bn Skype deal”. The Guardian. London. Приступљено 10. 5. 2011.
14. ↑  „Skype price raises fears of new tech bubble”. Financial Times. 10. 5. 2011. Приступљено 10. 5. 2011.
15. ↑  Bass, Dina; MacMillan, Douglas; Galante, Joseph (10. 5. 2011). „Microsoft Agrees to Buy Skype for $8.5 Billion to Add Web Calls”. Bloomberg. Приступљено 10. 5. 2011.
16. ↑  Video, Latest (1. 6. 2011). „Nokia CEO Stephen Elop Chooses Microsoft Windows Phone OS Over Android — John Paczkowski — D9”. AllThingsD. Приступљено 14. 6. 2013.
17. ↑  „The Next Chapter: An open letter from Steve Ballmer and Stephen Elop”. The Official Microsoft Blog. Архивирано из оригинала 4. 9. 2013. г. Приступљено 3. 9. 2013.
18. ↑  „Microsoft buys Nokia's Devices and Services Unit, unites Windows Phone 8 and its hardware maker”. The Verge. Приступљено 3. 9. 2013.
19. ↑  „COMPANY NEWS; Microsoft Buys Software Unit”. New York Times. 31. 6. 1987. Приступљено 22. 10. 2012. Проверите вредност парамет(а)ра за датум: |date= (помоћ)
20. ↑  „Microsoft Corp acquires Consumers Software Inc”. Thomson Financial. 31. 3. 1991. Архивирано из оригинала 07. 04. 2012. г. Приступљено 30. 10. 2008.
21. ↑  „Microsoft Corp acquires Fox Software Inc”. Thomson Financial. 29. 6. 1992. Архивирано из оригинала 07. 04. 2012. г. Приступљено 30. 10. 2008.
22. ↑  „Microsoft Corp acquires Softimage Co”. Thomson Financial. 28. 2. 1994. Приступљено 30. 10. 2008.
23. ↑  „Microsoft Corp acquires Altamira Software Corp”. Thomson Financial. 27. 9. 1994. Архивирано из оригинала 07. 04. 2012. г. Приступљено 30. 10. 2008.
24. ↑  „Microsoft Corp acquires NextBase Ltd”. Thomson Financial. 1. 11. 1994. Приступљено 30. 10. 2008.
25. ↑  „Microsoft Corp acquires One Tree Software”. Thomson Financial. 15. 11. 1994. Приступљено 30. 10. 2008.
26. ↑  „Microsoft Corp acquires RenderMorphics Ltd”. Thomson Financial. 23. 2. 1995. Приступљено 30. 10. 2008.
27. ↑  „Microsoft Corp acquires Network Managers PLC”. Thomson Financial. 10. 7. 1995. Приступљено 30. 10. 2008.
28. ↑  „Microsoft Corp acquires Blue Ribbon SoundWorks Ltd”. Thomson Financial. 17. 10. 1995. Приступљено 30. 10. 2008.
29. ↑  „Microsoft Corp acquires Netwise Inc”. Thomson Financial. 6. 11. 1995. Приступљено 30. 10. 2008.
30. ↑  „Microsoft Corp acquires Bruce Artwick Organization”. Thomson Financial. 12. 12. 1995. Приступљено 30. 10. 2008.
31. ↑  „Microsoft Corp acquires Vermeer Technologies”. Thomson Financial. 16. 1. 1996. Приступљено 30. 10. 2008.
32. ↑  „Fox Software Inc acquires VGA-Animation Software Div from VGA”. Thomson Financial. 6. 3. 1996. Приступљено 30. 10. 2008.
33. ↑  „Microsoft Corp acquires Colusa Software Inc”. Thomson Financial. 12. 3. 1996. Приступљено 30. 10. 2008.
34. ↑  „Microsoft Corp acquires Exos Inc”. Thomson Financial. 16. 4. 1996. Приступљено 30. 10. 2008.
35. ↑  „Microsoft Corp acquires Aspect Software Engineering”. Thomson Financial. 23. 4. 1996. Приступљено 30. 10. 2008.
36. ↑  „Microsoft Corp acquires eShop Inc”. Thomson Financial. 11. 6. 1996. Приступљено 30. 10. 2008.
37. ↑  „Microsoft Corp acquires Electric Gravity Inc”. Thomson Financial. 17. 6. 1996. Приступљено 30. 10. 2008.
38. ↑  „Microsoft Corp acquires Panorama Software Sys-On-Line from Panorama Software Systems”. Thomson Financial. 1. 11. 1996. Приступљено 30. 10. 2008.
39. ↑  „Microsoft Corp acquires NetCarta Corp(CMG Information) from CMGI Inc”. Thomson Financial. 3. 2. 1997. Приступљено 30. 10. 2008.
40. ↑  „Microsoft Acquires Interse: Interse to Provide Key Technology to Microsoft's Web Site Solution”. Microsoft Corp. 3. 3. 1997. Архивирано из оригинала 6. 1. 2010. г. Приступљено 23. 10. 2011.
41. ↑  „Microsoft Corp acquires remaining interest in WebTV Networks Inc”. Thomson Financial. 30. 4. 1997. Приступљено 30. 10. 2008.
42. ↑  „Microsoft Corp acquires Dimension X Inc”. Thomson Financial. 7. 5. 1997. Приступљено 30. 10. 2008.
43. ↑  „Microsoft Corp acquires Cooper & Peters Inc”. Thomson Financial. 13. 6. 1997. Приступљено 30. 10. 2008.
44. ↑  „Microsoft Corp acquires LinkAge Software Inc”. Thomson Financial. 30. 6. 1997. Приступљено 30. 10. 2008.
45. ↑  „Microsoft Corp acquires VXtreme Inc”. Thomson Financial. 5. 8. 1997. Приступљено 30. 10. 2008.
46. ↑  „Microsoft Corp acquires Hotmail Corp(Microsoft Corp)”. Thomson Financial. 31. 12. 1997. Приступљено 30. 10. 2008.
47. ↑  „Microsoft Investor Relations — Acquisitions History”. Microsoft. 23. 2. 1998. Архивирано из оригинала 17. 5. 2011. г. Приступљено 13. 5. 2011.
48. ↑  „Microsoft company and contact information”. Computer Hope. 23. 2. 1998. Приступљено 13. 5. 2011.
49. ↑  „Microsoft Corp acquires FireFly Network Inc”. Thomson Financial. 15. 4. 1998. Приступљено 30. 10. 2008.
50. ↑  „Microsoft Corp acquires MESA Group Inc”. Thomson Financial. 28. 4. 1998. Приступљено 30. 10. 2008.
51. ↑  „Microsoft Corp acquires Valence Research Inc”. Thomson Financial. 25. 8. 1998. Приступљено 30. 10. 2008.
52. ↑  „Microsoft Corp acquires LinkExchange(TM) Inc”. Thomson Financial. 6. 11. 1998. Приступљено 30. 10. 2008.
53. ↑  „Microsoft Corp acquires FASA Interactive Inc from Virtual Worlds Entertainment”. Thomson Financial. 11. 1. 1999. Приступљено 30. 10. 2008.
54. ↑  „Microsoft Corp acquires CompareNet Inc”. Thomson Financial. 4. 3. 1999. Приступљено 30. 10. 2008.
55. ↑  „Microsoft Corp acquires Numinous Technologies Inc”. Thomson Financial. 26. 3. 1999. Приступљено 30. 10. 2008.
56. ↑  „Microsoft Corp acquires Interactive Objects-Digital from Asia Pacific Chem Engineering”. Thomson Financial. 27. 4. 1999. Приступљено 30. 10. 2008.
57. ↑  „Microsoft Corp acquires Jump Networks Inc”. Thomson Financial. 30. 4. 1999. Приступљено 30. 10. 2008.
58. ↑  „Microsoft Corp acquires ShadowFactor Software Inc”. Thomson Financial. 7. 6. 1999. Приступљено 30. 10. 2008.
59. ↑  „Microsoft Corp acquires Omnibrowse Inc”. Thomson Financial. 15. 6. 1999. Приступљено 30. 10. 2008.
60. ↑  „Microsoft buys Intrinsa, a test-tool developer”. Seattle Post-Intelligencer. 28. 7. 1999. Архивирано из оригинала 6. 11. 2012. г. Приступљено 27. 6. 2011.
61. ↑  „Microsoft Corp launches a tender offer for Sendit AB”. Thomson Financial. 1. 7. 1999. Приступљено 30. 10. 2008.
62. ↑  „Microsoft Corp Acquires Zoomit Corp from Pretty Good Privacy Inc”. Thomson Financial. 7. 7. 1999. Приступљено 30. 10. 2008.
63. ↑  „Microsoft Corp acquires STNC Ltd”. Thomson Financial. 21. 7. 1999. Приступљено 30. 10. 2008.
64. ↑  „Microsoft Corp acquires Softway Systems Inc”. Thomson Financial. 19. 9. 1999. Приступљено 30. 10. 2008.
65. ↑  „Microsoft Corp acquires Entropic Inc”. Thomson Financial. 29. 10. 1999. Приступљено 30. 10. 2008.
66. ↑  „Microsoft Corp acquires Visio Corp”. Thomson Financial. 7. 1. 2000. Приступљено 30. 10. 2008.
67. ↑  „Microsoft To Acquire Peach Networks”. Microsoft. 29. 2. 2000. Приступљено 29. 2. 2000. Проверите вредност парамет(а)ра за датум: |access-date= (помоћ)
68. ↑  „Expedia Inc acquires Travelscape.com”. Thomson Financial. 17. 3. 2000. Приступљено 30. 10. 2008.
69. ↑  „Microsoft Corp acquires Titus Communications Corp from AT&T Inc”. Thomson Financial. 12. 4. 2000. Приступљено 30. 10. 2008.
70. ↑  „Microsoft Corp acquires Bungie Software”. Thomson Financial. 19. 6. 2000. Приступљено 31. 10. 2008.
71. ↑  „Microsoft Corp acquires NetGames USA”. Thomson Financial. 12. 7. 2000. Приступљено 31. 10. 2008.
72. ↑  „Microsoft Corp acquires MongoMusic Inc”. Thomson Financial. 13. 9. 2000. Приступљено 31. 10. 2008.
73. ↑  „Microsoft Corp acquires Pacific Microsonics Inc”. Thomson Financial. 27. 9. 2000. Приступљено 31. 10. 2008.
74. ↑  „Expedia Inc acquires Vacationspot.com”. Thomson Financial. 17. 3. 2001. Приступљено 31. 10. 2008.
75. ↑  „Microsoft Corp acquires Great Plains Software Inc”. Thomson Financial. 5. 4. 2001. Приступљено 31. 10. 2008.
76. ↑  „Microsoft Great Plains acquires Intellisol International Inc from Intellisol International Inc”. Thomson Financial. 2. 5. 2001. Приступљено 31. 10. 2008.
77. ↑  „Microsoft Corp acquires NCompass Labs Inc”. Thomson Financial. 31. 5. 2001. Приступљено 31. 10. 2008.
78. ↑  „Microsoft Corp acquires Maximal Intelligence”. Thomson Financial. 21. 6. 2001. Архивирано из оригинала 03. 08. 2009. г. Приступљено 31. 10. 2008.
79. ↑  „T1msn.com acquires Yupi Internet Inc”. Thomson Financial. 1. 7. 2001. Приступљено 31. 10. 2008.
80. ↑  „Expedia Inc acquires Classic Custom Vacations from Global Vacation Group Inc”. Thomson Financial. 11. 3. 2002. Приступљено 31. 10. 2008.
81. ↑  „Microsoft Corp acquires Sales Management Systems”. Thomson Financial. 22. 5. 2002. Приступљено 31. 10. 2008.
82. ↑  „Microsoft Corp launches a tender offer for Navision A/S”. Thomson Financial. 12. 7. 2002. Приступљено 31. 10. 2008.
83. ↑  „Wireless Knowledge LLC acquires Mobilocity Inc”. Thomson Financial. 29. 7. 2002. Приступљено 31. 10. 2008.
84. ↑  „Microsoft Corp acquires XDegrees Inc”. Thomson Financial. 10. 9. 2002. Приступљено 31. 10. 2008.
85. ↑  „Microsoft Corp acquires Rare Ltd”. Thomson Financial. 24. 9. 2002. Приступљено 31. 10. 2008.
86. ↑  „Microsoft Corp acquires Vicinity Corp”. Thomson Financial. 13. 12. 2002. Приступљено 31. 10. 2008.
87. ↑  „Microsoft Corp acquires Connectix Corp-Assets”. Thomson Financial. 25. 2. 2003. Приступљено 31. 10. 2008.
88. ↑  „Avanade Inc acquires DCG Pty Ltd”. Thomson Financial. 3. 3. 2003. Приступљено 31. 10. 2008.
89. ↑  „Microsoft Corp acquires PlaceWare Inc”. Thomson Financial. 30. 4. 2003. Приступљено 31. 10. 2008.
90. ↑  „Avanade Inc acquires G.A. Sullivan”. Thomson Financial. 27. 5. 2003. Приступљено 31. 10. 2008.
91. ↑  „Microsoft to Acquire Antivirus Technology From GeCAD Software”. Microsoft Website. 10. 6. 2003. Приступљено 14. 5. 2009.
92. ↑  „Microsoft Corp acquires 3DO Co-High Heat Baseball from 3DO Co”. Thomson Financial. 29. 8. 2003. Приступљено 31. 10. 2008.
93. ↑  „Microsoft Business Solutions acquires Encore Bus Solutions-IP Asts from Encore Business Solutions Inc”. Thomson Financial. 22. 4. 2004. Архивирано из оригинала 3. 8. 2009. г. Приступљено 31. 10. 2008.
94. ↑  „Microsoft Corp acquires ActiveViews Inc”. Thomson Financial. 26. 4. 2004. Приступљено 31. 10. 2008.
95. ↑  „MSN acquires Lookout Software LLC”. Thomson Financial. 16. 7. 2004. Приступљено 31. 10. 2008.
96. ↑  „Microsoft Corp acquires GIANT Co Software Inc”. Thomson Financial. 16. 12. 2004. Приступљено 31. 10. 2008.
97. ↑  „Avanade Inc acquires en'tegrate”. Thomson Financial. 2. 3. 2005. Приступљено 31. 10. 2008.
98. ↑  „Microsoft Corp acquires Groove Networks Inc”. Thomson Financial. 9. 4. 2005. Приступљено 31. 10. 2008.
99. ↑  „MSN acquires MessageCast Inc”. Thomson Financial. 11. 5. 2005. Приступљено 31. 10. 2008.
100. ↑  „Microsoft Corp acquires Tsinghua-Shenxun-Cert Asts from Tsinghua-Shenxun Science”. Thomson Financial. 31. 5. 2005. Приступљено 31. 10. 2008.
101. ↑  „Microsoft Corp acquires Sybari Software Inc”. Thomson Financial. 21. 6. 2005. Приступљено 31. 10. 2008.
102. ↑  „Microsoft Corp acquires Teleo Inc”. Thomson Financial. 29. 8. 2005. Приступљено 31. 10. 2008.
103. ↑  „Microsoft Corp acquires FrontBridge Technologies Inc”. Thomson Financial. 31. 8. 2005. Приступљено 31. 10. 2008.
104. ↑  „Microsoft Corp acquires Alacris Inc”. Thomson Financial. 19. 9. 2005. Приступљено 31. 10. 2008.
105. ↑  „Microsoft Corp acquires media-streams.com AG”. Thomson Financial. 3. 11. 2005. Приступљено 31. 10. 2008.
106. ↑  „ninemsn Pty Ltd acquires 5th Finger”. Thomson Financial. 17. 11. 2005. Приступљено 31. 10. 2008.
107. ↑  „Microsoft Corp acquires UMT-Software and IP Assets from UMT”. Thomson Financial. 19. 1. 2006. Приступљено 31. 10. 2008.
108. ↑  „Microsoft Corp acquires MotionBridge SA”. Thomson Financial. 13. 2. 2006. Приступљено 31. 10. 2008.
109. ↑  „Microsoft Corp acquires Seadragon Software”. Thomson Financial. 13. 2. 2006. Приступљено 31. 10. 2008.
110. ↑  „Microsoft Corp acquires Apptimum Inc”. Thomson Financial. 7. 3. 2006. Приступљено 31. 10. 2008.
111. ↑  „Microsoft Corp acquires Onfolio Inc”. Thomson Financial. 7. 3. 2006. Приступљено 31. 10. 2008.
112. ↑  „Microsoft Game Studios acquires Lionhead Studios”. Thomson Financial. 6. 4. 2006. Приступљено 31. 10. 2008.
113. ↑  „Microsoft Corp acquires AssetMetrix Corp”. Thomson Financial. 26. 4. 2006. Приступљено 31. 10. 2008.
114. ↑  „Microsoft Corp acquires Massive Inc”. Thomson Financial. 4. 5. 2006. Приступљено 31. 10. 2008.
115. ↑  „Microsoft Corp acquires Vexcel Corp”. Thomson Financial. 4. 5. 2006. Приступљено 31. 10. 2008.
116. ↑  „Microsoft Corp acquires DeepMetrix Corp”. Thomson Financial. 15. 5. 2006. Приступљено 31. 10. 2008.
117. ↑  „Microsoft Corp acquires ProClarity Corp”. Thomson Financial. 6. 6. 2006. Приступљено 31. 10. 2008.
118. ↑  „Microsoft Corp acquires iView Multimedia Ltd”. Thomson Financial. 27. 6. 2006. Приступљено 31. 10. 2008.
119. ↑  „Microsoft Corp acquires Softricity Inc”. Thomson Financial. 17. 7. 2006. Приступљено 3. 12. 2008.
120. ↑  „Microsoft Corp acquires Winternals Software LP”. Thomson Financial. 18. 7. 2006. Приступљено 31. 10. 2008.
121. ↑  „Microsoft Corp acquires Whale Communications Ltd”. Thomson Financial. 26. 7. 2006. Архивирано из оригинала 03. 08. 2009. г. Приступљено 31. 10. 2008.
122. ↑  „Microsoft Corp acquires Gteko Ltd”. Thomson Financial. 26. 9. 2006. Архивирано из оригинала 03. 08. 2009. г. Приступљено 31. 10. 2008.
123. ↑  „Microsoft Corp acquires DesktopStandard Corp”. Thomson Financial. 2. 10. 2006. Приступљено 31. 10. 2008.
124. ↑  „Microsoft Corp acquires Colloquis Inc”. Thomson Financial. 12. 10. 2006. Приступљено 31. 10. 2008.
125. ↑  „Microsoft Corp acquires Medstory Inc”. Thomson Financial. 9. 3. 2007. Приступљено 31. 10. 2008.
126. ↑  „Microsoft Corp acquires devBiz Business Solutions LLC”. Thomson Financial. 26. 3. 2007. Приступљено 31. 10. 2008.
127. ↑  „Microsoft Corp acquires ScreenTonic SA”. Thomson Financial. 3. 5. 2007. Приступљено 31. 10. 2008.
128. ↑  „Microsoft Corp acquires Tellme Networks Inc”. Thomson Financial. 3. 5. 2007. Приступљено 31. 10. 2008.
129. ↑  „Microsoft to Acquire OfficeWriter”. CNET. 9. 5. 2007. Архивирано из оригинала 26. 10. 2012. г. Приступљено 8. 12. 2010.
130. ↑  „Microsoft Corp acquires Engyro Corp”. Thomson Financial. 4. 6. 2007. Приступљено 31. 10. 2008.
131. ↑  „Microsoft Corp acquires Stratature Inc”. Thomson Financial. 7. 6. 2007. Приступљено 31. 10. 2008.
132. ↑  „Microsoft Corp acquires Savvis Inc-Data Centers(2) from Welsh Carson Anderson & Stowe”. Thomson Financial. 29. 6. 2007. Приступљено 31. 10. 2008.
133. ↑  „Microsoft Corp acquires AdECN Inc”. Thomson Financial. 13. 8. 2007. Приступљено 31. 10. 2008.
134. ↑  „Microsoft Corp acquires aQuantive Inc”. Thomson Financial. 13. 8. 2007. Приступљено 31. 10. 2008.
135. ↑  „Microsoft Corp acquires Jellyfish.com Inc”. Thomson Financial. 2. 10. 2007. Приступљено 31. 10. 2008.
136. ↑  „Microsoft Corp acquires Parlano Inc”. Thomson Financial. 5. 10. 2007. Приступљено 31. 10. 2008.
137. ↑  „Microsoft Corp acquires Global Care Solutions-Assets from Global Care Solutions SA”. Thomson Financial. 29. 10. 2007. Приступљено 31. 10. 2008.
138. ↑  „Avanade Inc acquires HOB Business Solutions A/S”. Thomson Financial. 1. 11. 2007. Приступљено 31. 10. 2008.
139. ↑  „Openwave executes definitive agreement with microsoft”. Musiwave. 15. 11. 2007. Архивирано из оригинала 28. 3. 2012. г. Приступљено 2. 8. 2011.
140. ↑  „Microsoft Corp acquires Multi Media Mapping Ltd”. Thomson Financial. 12. 12. 2007. Приступљено 31. 10. 2008.
141. ↑  „Microsoft Corp acquires Calista Technologies Inc”. Thomson Financial. 22. 1. 2008. Приступљено 31. 10. 2008.
142. ↑  „Microsoft Corp acquires Caligari Corporation”. Caligari. 7. 2. 2008. Архивирано из оригинала 26. 4. 2009. г. Приступљено 25. 9. 2009.
143. ↑  „Microsoft Corp acquires YaData Ltd”. Thomson Financial. 27. 2. 2008. Архивирано из оригинала 14. 11. 2009. г. Приступљено 31. 10. 2008.
144. ↑  „Microsoft Corp acquires Rapt Inc”. Thomson Financial. 14. 3. 2008. Приступљено 31. 10. 2008.
145. ↑  „Microsoft Corp acquires Komoku Inc”. Thomson Financial. 19. 3. 2008. Приступљено 31. 10. 2008.
146. ↑  „Microsoft Corp acquires 90 Degree Software”. Thomson Financial. 31. 3. 2008. Приступљено 31. 10. 2008.
147. ↑  „Microsoft Corp acquires Farecast Inc”. Thomson Financial. 14. 4. 2008. Приступљено 31. 10. 2008.
148. ↑  „Microsoft Corp acquires Danger Inc”. Thomson Financial. 15. 4. 2008. Приступљено 31. 10. 2008.
149. ↑  „Microsoft Corp launches a tender offer for Fast Search & Transfer ASA”. Thomson Financial. 25. 4. 2008. Приступљено 31. 10. 2008.
150. ↑  „Microsoft Corp acquires Kidaro”. Thomson Financial. 26. 5. 2008. Приступљено 31. 10. 2008.
151. ↑  „Avanade Belgium Sprl acquires Quadreon NV”. Thomson Financial. 4. 6. 2008. Приступљено 31. 10. 2008.
152. ↑  „Microsoft Corp acquires Navic Networks”. Thomson Financial. 18. 6. 2008. Приступљено 31. 10. 2008.
153. ↑  „Microsoft Reaches for Clouds and Deepens Mobile Possibilities With Planned MobiComp Acquisition”. Microsoft. 26. 6. 2008. Архивирано из оригинала 8. 10. 2008. г. Приступљено 7. 11. 2008.
154. ↑  „Microsoft Corp acquires Powerset Inc”. Thomson Financial. 11. 8. 2008. Приступљено 31. 10. 2008.
155. ↑  „Microsoft Corp acquires DATAllegro Inc”. Thomson Financial. 16. 9. 2008. Приступљено 31. 10. 2008.
156. ↑  „Microsoft to Acquire Greenfield Online Including Its European Subsidiary Ciao, a Leading European Price Comparison and Shopping Site”. Microsoft. 28. 9. 2008. Архивирано из оригинала 27. 2. 2009. г. Приступљено 6. 11. 2008.
157. ↑  Wingfield, Nick (13. 5. 2009). „Microsoft Swings at Wii With Videocam”. Wall Street Journal.
158. ↑  „Microsoft Corporation will acquire Rosetta Biosoftware”. Mandasoft.com. 1. 6. 2009. Архивирано из оригинала 07. 01. 2013. г. Приступљено 8. 10. 2010.
159. ↑  „Microsoft acquires Interactive Supercomputing”. Techcrunch. 22. 9. 2009. Архивирано из оригинала 26. 06. 2011. г. Приступљено 25. 9. 2009.
160. ↑  „Microsoft acquires Opalis Software”. DABCC. 10. 12. 2009. Архивирано из оригинала 06. 03. 2016. г. Приступљено 10. 12. 2009.
161. ↑  „Microsoft Corp acquires Sentillion Inc (pending)”. Thomson Financial. 10. 12. 2009. Приступљено 10. 12. 2009.
162. ↑  „Microsoft Acquires AVIcode”. Technet. 6. 10. 2009. Архивирано из оригинала 9. 10. 2010. г. Приступљено 6. 10. 2010.
163. ↑  „Canesta Announces Definitive Agreement To Be Acquired By Microsoft”. Taume News. 29. 10. 2009. Архивирано из оригинала 14. 11. 2010. г. Приступљено 30. 10. 2010.
164. ↑  „Microsoft to acquire Skype”. 10. 5. 2011. Архивирано из оригинала 12. 5. 2011. г. Приступљено 10. 5. 2011.
165. ↑  „Microsoft acquiring Prodiance, ERM software specialists”. 6. 6. 2011. Архивирано из оригинала 13. 6. 2011. г. Приступљено 10. 7. 2011.
166. ↑  „Microsoft buys Office security solution”. 15. 6. 2011. Приступљено 23. 10. 2011.
167. ↑  „Microsoft Acquires Video Content Discovery Company VideoSurf”. 22. 11. 2011. Архивирано из оригинала 23. 11. 2011. г. Приступљено 23. 11. 2011.
168. ↑  „With Its $100M Acquisition Of VideoSurf, Microsoft’s Video Search Now Has Big Potential”. 23. 11. 2011. Приступљено 23. 11. 2011.
169. ↑  „Microsoft buys Internet startup Yammer for $1.2 billion”. USA Today. 25. 6. 2012.
170. ↑  „Microsoft to Acquire Perceptive Pixel Inc.”. Microsoft. Архивирано из оригинала 13. 7. 2012. г. Приступљено 9. 2. 2016.
171. ↑  „Microsoft buys authentication vendor PhoneFactor”. ZDNet. Приступљено 4. 10. 2012.
172. ↑  „Microsoft acquires cloud-storage appliance vendor StorSimple”. ZDNet. Приступљено 18. 10. 2012.
173. ↑  „Microsoft buys marketing-automation firm MarketingPilot”. ZDNet. Приступљено 18. 10. 2012.
174. ↑  „Microsoft Acquires Startup R2 Studios”. WSJ. Приступљено 3. 1. 2013.
175. ↑  „Microsoft to deliver Windows 10 updates using peer-to-peer technology”. The Verge. Приступљено 11. 3. 2015.
176. ↑  „Microsoft acquires cloud monitor MetricsHub”. TheRegister. Приступљено 12. 3. 2013.
177. ↑  Darrow, Barb (19. 3. 2013). „Microsoft buys into multi-lingual social analytics with Netbreeze acquisition — Tech News and Analysis”. Gigaom.com. Архивирано из оригинала 02. 07. 2013. г. Приступљено 24. 6. 2013.
178. ↑  „Microsoft Acquires InCycle’s Release Management Service InRelease To Improve Its Team Foundation Server”. TechCrunch. Приступљено 3. 6. 2013.
179. ↑  „Microsoft Corp acquires Nokia”. Microsoft. 2. 9. 2013. Архивирано из оригинала 9. 9. 2013. г. Приступљено 12. 9. 2013.
180. ↑  „Itap sold assets to Microsoft”. Приступљено 23. 10. 2013.
181. ↑  „Apiphany Api management service”. TechCrunch. 23. 10. 2013. Приступљено 23. 10. 2013.
182. ↑  „Microsoft Corp acquires Nokia”. Microsoft. 2. 9. 2013. Архивирано из оригинала 9. 1. 2014. г. Приступљено 7. 1. 2014.
183. ↑  „Big Compute for Microsoft Azure – Announcing the Acquisition of GreenButton”. Microsoft. 2. 9. 2013. Архивирано из оригинала 2. 5. 2014. г. Приступљено 1. 5. 2014.
184. ↑  „Big Microsoft acquires mobile analysis and boosting platform Capptain, good news for app developers”. WinBeta. 2. 9. 2013. Архивирано из оригинала 31. 05. 2014. г. Приступљено 28. 5. 2014.
185. ↑  „Microsoft acquires SyntaxTree, creator of UnityVS plugin for Visual Studio”. Microsoft. 2. 9. 2013. Приступљено 7. 7. 2014.
186. ↑  „Microsoft acquires disaster recovery solutions firm InMage to strengthen Azure”. ZDNet. 11. 9. 2013. Приступљено 11. 7. 2014.
187. ↑  Molina, Brett (15. 9. 2014). „Microsoft to acquire Minecraft maker Mojang for $2.5B”. USA Today.
188. ↑  Finney, Joseph (13. 11. 2014). „Microsoft aquires machine learning security company Aorato”. WinBeta.
189. ↑  Finney, Joseph (2. 12. 2014). „Microsoft acquires Acompli, provider of innovative mobile email apps”. Microsoft.
190. ↑  Finney, Joseph (11. 12. 2014). „HockeyApp Joins Microsoft”. HockeyApp. Архивирано из оригинала 05. 03. 2016. г. Приступљено 09. 02. 2016.
191. ↑  „Microsoft Acquires Text Analysis Service Equivio”. TechCrunch. 20. 1. 2015. Приступљено 22. 1. 2015.
192. ↑  „Microsoft Acquires Revolution Analytics To Bolster Its Analytics Services”. TechCrunch. 23. 1. 2015. Приступљено 23. 1. 2015.
193. ↑  „Microsoft Acquires Sunrise”. TechCrunch. 4. 2. 2015. Приступљено 4. 2. 2015.
194. ↑  „Microsoft reportedly acquires N-Trig, Israeli creators of the Surface Pro 3 stylus”. VentureBeat. 12. 2. 2015. Приступљено 12. 2. 2015.
195. ↑  „Microsoft acquires and shutters powerpoint collaboration startup liveloop”. VentureBeat. 27. 3. 2015. Приступљено 27. 3. 2015.
196. ↑  „Microsoft Acquires Datazen, A Leader In Mobile Business Intelligence And Data Visualization”. Microsoft-News. 14. 4. 2015. Архивирано из оригинала 23. 5. 2015. г. Приступљено 14. 4. 2015.
197. ↑  „Microsoft Buys To-Do List App Maker, Purchase of Wunderlist is part of effort to enhance its line of mobile apps”. Wall Street Journal. 1. 6. 2015. Приступљено 1. 6. 2015.
198. ↑  „Microsoft acquires BlueStripe to help customers improve application visibility and management across the datacenter and cloud”. Microsoft website. 10. 6. 2015. Приступљено 10. 6. 2015.
199. ↑  „Microsoft to acquire FieldOne Systems, expanding Dynamics business in mobile customer service”. Geek Wire. 16. 7. 2015. Приступљено 20. 7. 2015.
200. ↑  „Microsoft buys Israeli cloud security co Adallom for $320m, With its development center in Tel Aviv, the cyber security company has raised $49.5 million to date.”. Globes English. 19. 7. 2015. Приступљено 20. 7. 2015.
201. ↑  „Microsoft buys cloud-security vendor Adallom | ZDNet”. ZDNet. Приступљено 23. 9. 2015.
202. ↑  „Microsoft acquires sales gamification vendor Incent Games, Microsoft is adding another CRM-related acquisition to its stable with its purchase of Incent Games, a vendor of a sales-gamification platform.”. ZDNet. 3. 8. 2015. Приступљено 4. 8. 2015.
203. ↑  „Microsoft acquires people analytics startup VoloMetrix, will integrate organizational tech into Office 365”. VentureBeat. 3. 9. 2015. Приступљено 4. 9. 2015.
204. ↑  „Microsoft quietly bought another popular Android app”. Business Insider. 12. 9. 2015. Архивирано из оригинала 12. 02. 2016. г. Приступљено 12. 9. 2015.
205. ↑  „Adxstudio Acquired by Microsoft for Web Customer Engagement”. Adxstudio. 28. 9. 2015. Архивирано из оригинала 30. 9. 2015. г. Приступљено 28. 9. 2015.
206. ↑  „Microsoft acquires Havok from Intel, Microsoft has acquired game-technology vendor Havok from Intel for an undisclosed amount.”. ZDNet. 2. 10. 2015. Приступљено 2. 10. 2015.
207. ↑  „Microsoft just bought a startup that can automatically track how far you drive.”. Business Insider. 5. 11. 2015. Архивирано из оригинала 12. 11. 2018. г. Приступљено 5. 11. 2015.
208. ↑  „Microsoft to acquire data protection firm Secure Islands. The deal will be used to bolster Microsoft's Azure Rights Management Service.”. PC World. 9. 11. 2015. Приступљено 9. 11. 2015.
209. ↑  „Microsoft Acquires Big Data Startup Metanautix”. TechCrunch. 18. 12. 2015. Приступљено 18. 12. 2015.
210. ↑  „Microsoft buys Ray Ozzie's Talko to bolster Skype, will shutter service in 2016 But Ray Ozzie isn't sticking around.”. PC World. 21. 12. 2015. Приступљено 21. 12. 2015.
211. ↑  „Microsoft invests in new and expanded version of ‘Minecraft’ for the classroom”. Microsoft Blog. 19. 1. 2016. Приступљено 21. 1. 2016.
212. ↑  „Microsoft taps into AI with SwiftKey app acquisition”. CNET. Приступљено 3. 2. 2016.
213. ↑  „Microsoft acquires SwiftKey in support of re-inventing productivity ambition”. Microsoft Blog. 3. 2. 2016. Приступљено 3. 2. 2016.
214. ↑  „SwiftKey is joining Microsoft”. SwiftKey Blog (на језику: енглески). Приступљено 3. 2. 2016.
215. ↑  „Microsoft Corp acquires a minority stake in Santa Cruz Operation Inc”. Thomson Financial. 15. 6. 1989. Архивирано из оригинала 07. 04. 2012. г. Приступљено 30. 10. 2008.
216. ↑  „Microsoft Corp acquires a minority stake in Dorling Kindersley Ltd”. Thomson Financial. 18. 3. 1991. Приступљено 30. 10. 2008.
217. ↑  „Microsoft Corp acquires a minority stake in Stac Electronics Inc”. Thomson Financial. 21. 6. 1994. Приступљено 30. 10. 2008.
218. ↑  „Microsoft Corp acquires a minority stake in UUNet Technologies Inc”. Thomson Financial. 19. 1. 1995. Приступљено 30. 10. 2008.
219. ↑  „Microsoft Corp acquires a minority stake in Wang Laboratories Inc”. Thomson Financial. 30. 5. 1995. Приступљено 30. 10. 2008.
220. ↑  „Microsoft Corp acquires a minority stake in Individual Inc”. Thomson Financial. 12. 10. 1995. Приступљено 30. 10. 2008.
221. ↑  „Microsoft Corp acquires a minority stake in Mobile Telecom Technologies from SkyTel Communications Inc”. Thomson Financial. 1. 4. 1996. Приступљено 30. 10. 2008.
222. ↑  „Microsoft Corp acquires a minority stake in Helicon Publishing Ltd”. Thomson Financial. 22. 4. 1996. Приступљено 30. 10. 2008.
223. ↑  „Microsoft Corp acquires a minority stake in SingleTrac Entertainment”. Thomson Financial. 9. 9. 1996. Приступљено 30. 10. 2008.
224. ↑  „Microsoft Corp acquires a minority stake in WebTV Networks Inc”. Thomson Financial. 1. 10. 1996. Приступљено 30. 10. 2008.
225. ↑  „Microsoft Corp acquires a minority stake in VDOnet Corp Ltd”. Thomson Financial. 28. 10. 1996. Приступљено 30. 10. 2008.
226. ↑  „Microsoft Corp acquires a minority stake in CMG Information Services Inc”. Thomson Financial. 3. 2. 1997. Приступљено 30. 10. 2008.
227. ↑  „Microsoft Corp acquires a minority stake in Digital Anvil”. Thomson Financial. 18. 2. 1997. Приступљено 30. 10. 2008.
228. ↑  „Microsoft Corp acquires Interse Corp”. Thomson Financial. 3. 3. 1997. Приступљено 30. 10. 2008.
229. ↑  „Microsoft Corp acquires a minority stake in Comcast Corp from AT&T Comcast Corp”. Thomson Financial. 30. 6. 1997. Приступљено 30. 10. 2008.
230. ↑  „Microsoft Corp acquires a minority stake in Apple Computer Inc”. Thomson Financial. 6. 8. 1997. Архивирано из оригинала 25. 02. 2012. г. Приступљено 30. 10. 2008.
231. ↑  „Microsoft Corp acquires a minority stake in Progressive Networks Inc from RealNetworks Inc”. Thomson Financial. 19. 8. 1997. Приступљено 30. 10. 2008.
232. ↑  „Microsoft Corp acquires a minority stake in Lernout & Hauspie Speech”. Thomson Financial. 11. 9. 1997. Приступљено 30. 10. 2008.
233. ↑  „Microsoft Corp acquires a minority stake in E-Stamp Corp”. Thomson Financial. 23. 9. 1997. Приступљено 30. 10. 2008.
234. ↑  „Microsoft Corp acquires a minority stake in General Magic Inc”. Thomson Financial. 4. 3. 1998. Приступљено 30. 10. 2008.
235. ↑  „Microsoft Corp acquires a minority stake in WavePhore Inc”. Thomson Financial. 6. 3. 1998. Приступљено 30. 10. 2008.
236. ↑  „Microsoft Corp acquires Pluto Technologies Intl Inc”. Thomson Financial. 18. 6. 1998. Приступљено 30. 10. 2008.
237. ↑  „Microsoft Corp acquires a minority stake in Qwest Communications Corp from Anschutz Corp”. Thomson Financial. 14. 12. 1998. Приступљено 30. 10. 2008.
238. ↑  „Microsoft Corp acquires a minority stake in SkyTel Communications Inc”. Thomson Financial. 6. 1. 1999. Приступљено 30. 10. 2008.
239. ↑  „Microsoft Corp acquires a minority stake in United Pan-Europe Comm NV from UnitedGlobalCom Inc”. Thomson Financial. 31. 1. 1999. Приступљено 30. 10. 2008.
240. ↑  „Microsoft Corp acquires a minority stake in NTL Inc”. Thomson Financial. 1. 2. 1999. Приступљено 30. 10. 2008.
241. ↑  „Microsoft Corp acquires a minority stake in Banyan Systems Inc from ePresence Inc”. Thomson Financial. 2. 2. 1999. Приступљено 30. 10. 2008.
242. ↑  „Microsoft Corp acquires a minority stake in Dialogic Corp”. Thomson Financial. 2. 3. 1999. Приступљено 30. 10. 2008.
243. ↑  „Microsoft Corp acquires a minority stake in Reciprocal Inc”. Thomson Financial. 8. 3. 1999. Приступљено 30. 10. 2008.
244. ↑  „Microsoft Corp acquires a minority stake in TV Cabo Portugal SA from PT Multimedia Servicos de”. Thomson Financial. 1. 4. 1999. Приступљено 30. 10. 2008.
245. ↑  „Microsoft Corp acquires a minority stake in Lernout & Hauspie Speech”. Thomson Financial. 10. 4. 1999. Приступљено 30. 10. 2008.
246. ↑  „Microsoft Corp acquires a minority stake in Inprise Corp from Borland Software Corp”. Thomson Financial. 8. 6. 1999. Приступљено 30. 10. 2008.
247. ↑  „Microsoft Corp acquires a minority stake in NaviSite Inc from CMGI Inc”. Thomson Financial. 8. 6. 1999. Приступљено 30. 10. 2008.
248. ↑  „Microsoft Corp acquires a minority stake in AT&T Corp”. Thomson Financial. 16. 6. 1999. Приступљено 30. 10. 2008.
249. ↑  „Microsoft Corp acquires a minority stake in Concentric Network Corp”. Thomson Financial. 22. 6. 1999. Приступљено 30. 10. 2008.
250. ↑  „Microsoft Corp acquires a minority stake in WebMD Inc from Healtheon Corp”. Thomson Financial. 5. 7. 1999. Приступљено 30. 10. 2008.
251. ↑  „Microsoft Corp acquires a minority stake in Tuttle Decision Systems Inc”. Thomson Financial. 20. 8. 1999. Приступљено 30. 10. 2008.
252. ↑  „Microsoft Corp acquires a minority stake in Rogers Communications Inc”. Thomson Financial. 25. 8. 1999. Приступљено 30. 10. 2008.
253. ↑  „Microsoft Corp acquires a minority stake in Korea Thrunet Co”. Thomson Financial. 3. 12. 1999. Приступљено 30. 10. 2008.
254. ↑  „Microsoft Corp acquires a minority stake in Globo Cabo SA from NET Servicos de Comunicacao SA”. Thomson Financial. 28. 12. 1999. Приступљено 30. 10. 2008.
255. ↑  „Microsoft Corp acquires a minority stake in CommTouch Software Ltd”. Thomson Financial. 30. 12. 1999. Приступљено 30. 10. 2008.
256. ↑  „Microsoft Corp acquires a minority stake in Gigamedia Ltd”. Thomson Financial. 31. 12. 1999. Приступљено 30. 10. 2008.
257. ↑  „Microsoft Corp acquires a minority stake in Intertainer Inc”. Thomson Financial. 24. 1. 2000. Приступљено 30. 10. 2008.
258. ↑  „Microsoft Corp acquires a minority stake in VerticalNet Inc”. Thomson Financial. pending (2000-01-24. Приступљено 30. 10. 2008. Проверите вредност парамет(а)ра за датум: |date= (помоћ)
259. ↑  „Microsoft Corp acquires a minority stake in BroadBand Office Inc”. Thomson Financial. 23. 2. 2000. Приступљено 30. 10. 2008.
260. ↑  „Microsoft Co Ltd acquires a minority stake in Ecoss Inc”. Thomson Financial. 2. 3. 2000. Приступљено 30. 10. 2008.
261. ↑  „Microsoft Corp acquires a minority stake in Realnames Corporation”. Thomson Financial. 13. 3. 2000. Приступљено 30. 10. 2008.
262. ↑  „Microsoft Corp acquires a minority stake in MEASAT Broadcast Network Sys from ASTRO All Asia Networks PLC”. Thomson Financial. 14. 3. 2000. Приступљено 30. 10. 2008.
263. ↑  „Microsoft Corp acquires a minority stake in Best Buy Co Inc”. Thomson Financial. 14. 4. 2000. Приступљено 31. 10. 2008.
264. ↑  „Microsoft Corp acquires a minority stake in Telewest Communications PLC from NTL Inc”. Thomson Financial. 7. 7. 2000. Приступљено 31. 10. 2008.
265. ↑  „Microsoft Corp acquires a minority stake in Blixer Net Services Srl”. Thomson Financial. 13. 7. 2000. Приступљено 31. 10. 2008.
266. ↑  „Microsoft Corp acquires a minority stake in CAIS Internet Inc”. Thomson Financial. 4. 8. 2000. Приступљено 31. 10. 2008.
267. ↑  „Microsoft Corp acquires a minority stake in Corel Corp”. Thomson Financial. 2. 10. 2000. Приступљено 31. 10. 2008.
268. ↑  „Microsoft Corp acquires a minority stake in Chyron Corp from MWW Group”. Thomson Financial. 29. 11. 2000. Приступљено 31. 10. 2008.
269. ↑  „Microsoft Corp acquires a minority stake in Audible Inc”. Thomson Financial. 12. 2. 2001. Приступљено 31. 10. 2008.
270. ↑  „Microsoft Corp acquires a minority stake in Sendo Ltd”. Thomson Financial. 23. 7. 2001. Приступљено 31. 10. 2008.
271. ↑  „Microsoft Corp acquires a minority stake in USA Networks Inc”. Thomson Financial. 14. 2. 2002. Приступљено 31. 10. 2008.
272. ↑  „Microsoft Corp acquires a minority stake in ByteTaxi Inc”. Thomson Financial. 3. 11. 2005. Приступљено 31. 10. 2008.
273. ↑  „Facebook and Microsoft expand strategic alliance”. 24. 10. 2007. Приступљено 26. 6. 2011.
274. ↑  „Microsoft Corp acquires a minority stake in OKWave”. Thomson Financial. 8. 4. 2008. Приступљено 31. 10. 2008.
275. ↑  „Microsoft Corp acquires a minority stake in Zignals”. Thomson Financial. 12. 6. 2008. Приступљено 31. 10. 2008.
276. ↑  „Microsoft Corporation - Company Snapshot”. Архивирано из оригинала 21. 07. 2012. г. Приступљено 09. 02. 2016.
277. ↑  „Архивирана копија”. Архивирано из оригинала 29. 7. 2012. г. Приступљено 3. 9. 2018.
278. ↑  „Barnes & Noble, Microsoft Form Strategic Partnership to Advance World-Class Digital Reading Experiences for Consumers”. Архивирано из оригинала 14. 6. 2012. г. Приступљено 9. 2. 2016.
279. ↑  „Investor acquires a minority stake in Microsoft Corp”. Thomson Financial. 31. 3. 1989. Приступљено 30. 10. 2008.
280. ↑  „Microsoft Corp buys back stock”. Thomson Financial. 17. 6. 1992. Приступљено 30. 10. 2008.
281. ↑  „Microsoft Corp buys back stock”. Thomson Financial. 6. 7. 1994. Приступљено 30. 10. 2008.
282. ↑  „TCI Technology Ventures acquires a minority stake in MSN from Microsoft Corp”. Thomson Financial. 22. 12. 1994. Приступљено 30. 10. 2008.
283. ↑  „Microsoft Corp acquires remaining interest in MSN”. Thomson Financial. 15. 11. 1996. Приступљено 30. 10. 2008.
284. ↑  „Proginet Corp acquires Microsoft Corp-TransAccess from Microsoft Corp”. Thomson Financial. 19. 12. 1996. Приступљено 30. 10. 2008.
285. ↑  „Avid Technology Inc acquires Softimage Co from Microsoft Corp”. Thomson Financial. 3. 8. 1998. Приступљено 30. 10. 2008.
286. ↑  „Ticketmaster Online-CitySearch acquires Microsoft Corp-MSN Sidewalk from Microsoft Corp”. Thomson Financial. 21. 9. 1999. Приступљено 30. 10. 2008.
287. ↑  „Electronic Arts Inc acquires DreamWorks Interactive LLC from Microsoft Corp”. Thomson Financial. 24. 2. 2000. Приступљено 30. 10. 2008.
288. ↑  „Envoy Communications Group Inc acquires Sage Information Consultants from Microsoft Corp”. Thomson Financial. 10. 8. 2000. Приступљено 31. 10. 2008.
289. ↑  „Jupiter Telecommunications acquires Titus Communications Corp from Microsoft Corp”. Thomson Financial. 1. 9. 2000. Приступљено 31. 10. 2008.
290. ↑  „Technology Crossover Ventures acquires a minority stake in Expedia Inc from Microsoft Corp”. Thomson Financial. 31. 12. 2000. Приступљено 31. 10. 2008.
291. ↑  „CNBC.com acquires MSN MoneyCentral from Microsoft Corp”. Thomson Financial. 26. 6. 2001. Приступљено 31. 10. 2008.
292. ↑  „USA Networks Inc acquires Expedia Inc from Microsoft Corp”. 17. 7. 2001. Архивирано из оригинала 04. 03. 2016. г. Приступљено 09. 02. 2016.
293. ↑  „Liberty Media Corp acquires a minority stake in Chofu CATV from Microsoft Corp”. Thomson Financial. 26. 7. 2002. Приступљено 31. 10. 2008.
294. ↑  „Agency.com Ltd acquires KPE Inc-Certain Assets from Microsoft Corp”. Thomson Financial. 12. 8. 2002. Приступљено 31. 10. 2008.
295. ↑  „Reynolds & Reynolds Co acquires MSN Autos-Dealerpoint Business from Microsoft Corp”. Thomson Financial. 22. 2. 2003. Приступљено 31. 10. 2008.
296. ↑  „Perri Croshaw acquires HWW Ltd-Women's Money Magazine from Microsoft Corp”. Thomson Financial. 31. 10. 2003. Приступљено 31. 10. 2008.
297. ↑  „Northgate Info Solutions PLC acquires PWA Group Ltd from Microsoft Corp”. Thomson Financial. 4. 11. 2003. Приступљено 31. 10. 2008.
298. ↑  „Washington Post Co acquires Slate from Microsoft Corp”. Thomson Financial. 14. 1. 2005. Приступљено 31. 10. 2008.
299. ↑  „Ubisoft Entertainment SA acquires Microsoft Game-Sports Games from Microsoft Corp”. Thomson Financial. 28. 2. 2005. Приступљено 31. 10. 2008.
300. ↑  „Microsoft Corp tenders to purchase shares of itself”. Thomson Financial. 17. 8. 2006. Приступљено 31. 10. 2008.
301. ↑  „MacDonald Dettwiler & Assoc acquires Vexcel Canada Inc from Microsoft Corp”. Thomson Financial. 11. 5. 2007. Архивирано из оригинала 03. 08. 2009. г. Приступљено 31. 10. 2008.
302. ↑  „Microsoft Corp buys back stock”. Thomson Financial. 22. 9. 2008. Приступљено 31. 10. 2008.
303. ↑  „Phase One A/S acquired Expression Media”. MandAsoft.com. 25. 5. 2010. Архивирано из оригинала 17. 10. 2013. г. Приступљено 25. 5. 2010.
304. ↑  „Microsoft Corporation - Company Snapshot”. Архивирано из оригинала 19. 7. 2012. г. Приступљено 9. 2. 2016.
305. ↑  LeGuide.com SA - Company Snapshot
306. ↑  Cooper, Daniel (8. 4. 2013). „Microsoft agrees to sell Mediaroom to Ericsson, goes all-in on Xbox.”. Engadget.
307. ↑  Russel, John (18. 12. 2014). „Messaging Firm Line Buys Microsoft’s MixRadio To Take Its Focus On Music Global.”. TechChrunch by AOL.
308. ↑  Press, Associated (30. 6. 2015). „Microsoft sells off street-mapping service to Uber, digital ad biz to AOL, Microsoft is handing off some its digital advertising business to AOL and selling its street-image mapping operation to Uber.”. Indian Express.
309. ↑  Kennedy, John (30. 6. 2015). „Bing fire sale – Microsoft sells off ads business to AOL and maps unit to Uber.”. The Silicon Republic.